# ABBA

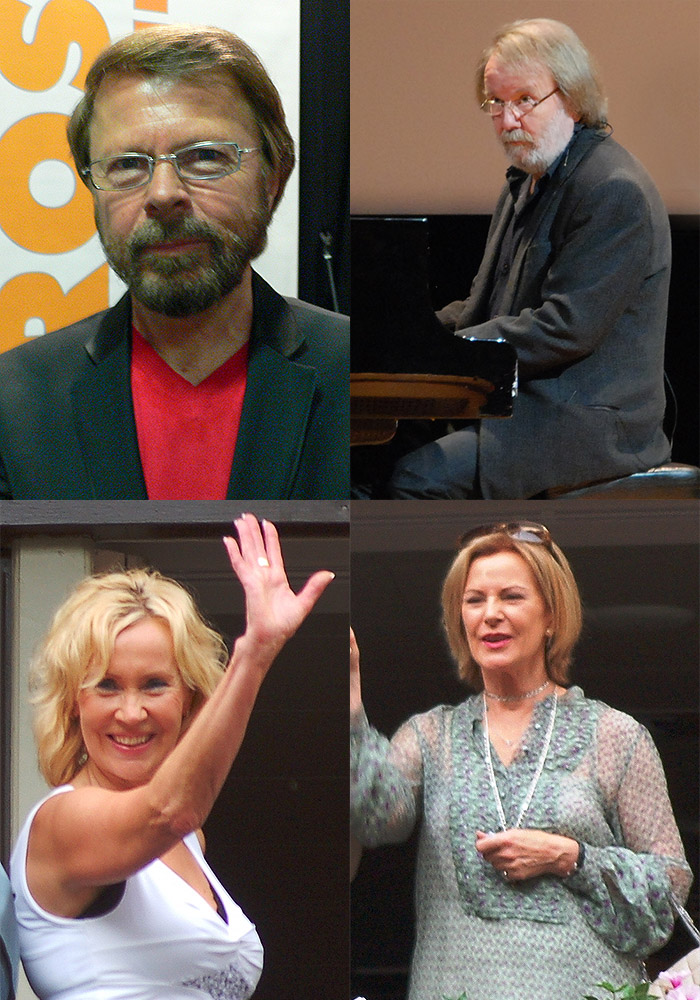
Membres del grup. En la fila superior, Björn Ulvaeus (esquerra) i Benny Andersson; en la fila inferior, Agnetha Fältskog (esquerra) i Anni-Frid Lyngstad

ABBA és un grup suec de música pop format per Agnetha Fältskog, Anni-Frid Lyngstad (Frida), Björn Ulvaeus i Benny Andersson. El nom «ABBA» és un acrònim format per les primeres lletres del nom de cada membre (Agnetha, Björn, Benny, Anni-Frid). El quartet es va formar a Estocolm el 1972, però només van aconseguir fama internacional en triomfar al Festival de la Cançó d'Eurovisió 1974. Des de llavors, ABBA va guanyar popularitat emprant melodies enganxoses, lletres simples i el seu so propi, caracteritzat per les harmonies de les veus femenines i el wall of sound, un efecte musical creat pel productor Phil Spector. Björn i Agnetha van contreure matrimoni mesos abans de la formació del quartet, mentre que Benny i Frida ho van fer el 1978; els quatre van bregar amb les seves obligacions artístiques a la vegada que s'ocupaven de les seves noves famílies. Els seus enregistraments van tenir un impacte comercial que els va portar a convertir-se en els artistes més reeixits de la seva companyia discogràfica —Universal Music Group— i a ser la banda amb més vendes en els anys 1970.
ABBA va ser el primer grup pop europeu a experimentar l'èxit en països de parla anglesa fora d'Europa, principalment Austràlia, Nova Zelanda, Sud-àfrica, Canadà i en menor mesura Estats Units. No obstant això, al capdamunt de la seva popularitat, ambdós matrimonis es van dissoldre i aquests canvis es van reflectir en la seva música, en escriure lletres més profundes amb un estil musical diferent. L'agrupació va experimentar un declivi comercial i finalment van decidir separar-se, de manera que el desembre de 1982 van realitzar la seva última aparició com a ABBA.
Després d'un temps fora de l'interès públic, en la dècada del 1990 el llançament de diversos àlbums recopilatoris van fer possible el seu retorn al cim de les llistes de popularitat, i ABBA és ara un dels grups més exitosos, amb vendes estimades entre 180 i 400 milions de les seves produccions musicals a tot el món. La seva música ha estat interpretada per diversos artistes reconeguts, i també és la base del musical Mamma Mia!. L'agrupació és una icona del seu país d'origen, a més d'una figura important en l'expansió de l'europop. Així, la seva popularitat va obrir les portes a altres artistes europeus, la qual cosa fou una de les raons per les quals van entrar al Saló de la Fama del Rock.

## Abans d'ABBA

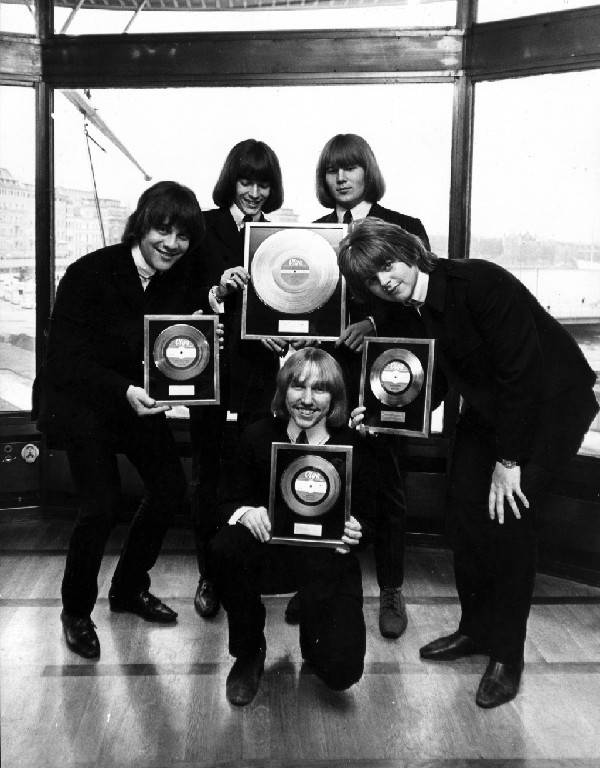
The Hep Stars, la primera banda de Benny Andersson.

Des dels 18 anys, Benny Andersson va ser membre de The Hep Stars, una banda sueca de pop rock que feia versions en suec d'èxits internacionals. Benny tocava el teclat i va començar a compondre temes originals per a la seva banda, molts dels quals es van convertir en èxits locals com: «No Response», «Sunny Girl», «Wedding», «Consolation» i «Speleman». També tenia una fructífera col·laboració amb el compositor Lasse Berghagen, amb qui va escriure i va produir la cançó «Hej, Clown» per al Melodifestivalen 1969, el festival que serveix com preselecció sueca per al Festival d'Eurovisió. El tema va empatar en primer lloc amb «Judy min vän» de Tommy Körberg, però en la segona ronda va quedar en el segon lloc. Aquest primer intent va animar Benny a seguir escrivint melodies per al festival.
De la mateixa manera, Björn Ulvaeus pertanyia a The Hootenanny Singers, un grup suec de música folklòrica i skiffle, que tenien un contracte amb la discogràfica Polar Music. Björn va començar a escriure material per a la seva banda, mentre intentava tirar endavant una carrera com a productor a Polar Music, on es va fer amic de Stig Anderson, l'amo de la discogràfica. Sovint The Hootenanny Singers i The Hep Stars coincidien en diversos espectacles, i aviat ambdós lletristes van entaular una relació professional.
El juny de 1966 van compondre la seva primera cançó junts, la qual es va titular «Isn't It Easy to Say», gravada per The Hep Stars. Stig va veure molt potencial en la seva col·laboració i els va animar a realitzar més composicions. Björn i Benny van començar a tocar amb la banda de l'altre a l'escenari i a l'estudi, però no va ser fins a 1969 quan els dos compositors van escriure i van produir els seus primers èxits: «Ljuva sextiotal», gravada per Brita Borg i «Speleman», l'èxit de The Hep Stars.
Agnetha Fältskog va gravar el seu primer àlbum d'estudi quan només tenia 17 anys i els crítics la van reconèixer com una compositora talentosa. De fet, abans de formar part d'ABBA, Agnetha ja havia publicat quatre àlbums i més de quinze senzills a Suècia. La inspiració en els seus primers anys provenia de cantants amb l'estil de Connie Francis, tot i que la majoria de les seves cançons pertanyien al gènere schlager. Juntament amb les seves pròpies composicions va gravar diverses versions d'èxits estrangers i els cantava en els seus gires pels folkparks.
Anni-Frid «Frida» Lyngstad va cantar des dels 13 anys amb diverses bandes de jazz; fins i tot va crear la seva pròpia agrupació anomenada Anni-Frid Four. L'estiu de 1967 va guanyar una competició nacional de talent amb la cançó «En ledig dag», on el primer premi era un contracte amb la discogràfica EMI i una presentació en directe en un popular programa de televisió. SVT va transmetre l'episodi en el «Dagen H», que va obtenir un alt nivell d'audiència durant la presentació de Frida. D'aquesta manera va llançar diversos senzills amb EMI i va tenir un èxit significatiu en les llistes de ràdio sueques. A partir de 1969, Frida va començar a viatjar i a presentar-se amb regularitat en els folkparks, a més de fer aparicions a ràdio i televisió. El 1971 es va posar en contacte amb Benny per produir el seu primer àlbum, d'on va aconseguir el seu primer senzill número u. En aquesta cançó, «Min egen stad», els quatre futurs membres d'ABBA cantaven en els cors.
Prèviament, Frida va conèixer Björn el 1963 durant el concurs de talent, i a Agnetha durant un programa de televisió a principis de 1968. Al març de 1969, Agnetha va conèixer Björn en un concert, es tornaren a trobar durant l'enregistrament d'un especial de televisió i aviat es van convertir en parella. L'1 de maig d'aquest any, Frida va participar en el Melodifestivalen 1969, on va conèixer Benny. Unes setmanes després es van veure en un concert i al cap de poc també es van comprometre, però fins a 1978 no van contreure matrimoni. The Hep Stars i The Hotennany Singers es van desintegrar a finals de la dècada de 1960, per la qual cosa Björn i Benny van començar a gravar el seu primer àlbum com a duo, anomenat Lycka, el qual contenia composicions fetes al llarg d'aquests anys. Frida i Agnetha van col·laborar en els cors d'alguns temes.
L'abril del 1970, quan els quatre estaven de vacances a Xipre, el que va començar com un cant per diversió a la platja va acabar en una presentació improvisada davant els Cascos Blaus de l'ONU. Aquesta seria la primera presentació dels futurs membres d'ABBA. En setembre de 1970 va sortir a la venda l'àlbum Lycka, acreditat simplement al duo Björn & Benny. Per promocionar-es van llançar com a senzills els temes «Det kan ingen doktor hjälpa» i «Tänk om jorden vore ung», amb Agnetha i Frida com a coristes, que van obtenir un èxit moderat. Finalment, l'1 de novembre de 1970 a Göteborg els quatre van presentar un espectacle de cabaret anomenat Festfolk —un joc de paraules en suec que significa 'festa de la gent' o 'parelles compromeses'—, que rebé crítiques negatives. Juntament amb altres números, el quartet cantava l'èxit de Björn & Benny «Hej, gamle man» i cançons dels seus propis àlbums. L'espectacle no va captar l'atenció del públic i, després d'una curta gira per Suècia per part dels quatre, van decidir concentrar-se en els seus projectes individuals de nou.

## Formació del grup (1971-1973)
Poc després del llançament de Lycka, Agnetha va llançar el seu quart àlbum d'estudi, När en vacker tanke blir en sång i va contreure matrimoni amb Björn el 6 de juliol de 1971, en una cerimònia que la premsa de Suècia va qualificar com «les noces de l'any». Agnetha, Björn i Benny van començar a presentar-se junts aquell estiu i van aparèixer en alguns concerts i programes de televisió. Per la seva banda, amb l'ajut de Benny, Frida va començar a produir la seva primera producció discogràfica, Frida, el qual va ser llançat en març de 1971 i va obtenir bones crítiques. Stig Anderson es va fixar la meta d'entrar al mercat internacional amb la música de Benny i Björn: «Un dia el seu duet escriurà una cançó que es convertirà en un èxit mundial», va predir. Stig va animar Björn i Benny a escriure un tema per al Melodifestivalen, i després de dues entrades rebutjades en 1971 («Det kan Ingen Doktor Hjälpa» i «Välkommen Till Världen»), van inscriure en el Melodifestivalen 1972 una nova cançó, «Säg det med en sång», interpretada per Lena Anderson. Tot i que el tema va quedar en tercer lloc, va esdevenir un èxit a Suècia i va convèncer Stig que anaven per bon camí.
No obstant això, els primers senyals d'èxit internacional van arribar per sorpresa el març de 1972, quan CBS Records va llançar al Japó el senzill de Björn & Benny, «She's my kind of girl», que va arribar al número set de les llistes d'Oricon. Encara que van llançar dos senzills més al Japó —«Merry-Go-Round" i "Love Has Its Ways»— no van aconseguir repetir l'èxit. No obstant això la popularitat de «She's my kind of girl» els va assegurar un lloc per representar Suècia al Festival Yamaha Music, celebrat a Tòquio. El novembre d'aquell any, Björn & Benny van viatjar al Japó amb les seves parelles, que també els van acompanyar a l'escenari interpretant el tema «Santa Rosa», que finalment no va obtenir cap guardó.

### El primer èxit
«Les noies només van venir a ajudar els seus nuvis. No hi va haver un motiu ulterior. No podia acreditar aquesta gravació a Benny & Björn, són les noies que fan funcionar la gravació. Haurien de ser acreditades també (…) Llancin aquest disc, deixin que el públic es familiaritzi amb vostès, no com un acte, sinó com un grup. Deixin que el públic digui si hi ha un futur per a vostès com a quartet» 
Björn i Benny van continuar amb les seves composicions i van experimentar amb nous sons i arranjaments vocals. Finalment el 29 de març de 1972, els quatre van gravar una cançó anomenada «People Need Love», amb més versos cantats per les dones, i on aquestes veus adquirien més importància. Tots es van entusiasmar amb el nou so i Stig va decidir publicar-lo com a senzill el juny de 1972, amb la seva discogràfica Polar Music, a causa que els quatre no havien pensat el fet de crear un grup; el llançament va ser acreditat simplement a Björn & Benny, Agnetha & Anni-Frid. «People Need Love» va arribar al número 17 en les llistes combinades de senzills i àlbums a Suècia, suficient per convèncer-los que es trobaven enmig d'alguna cosa bona. El senzill també va esdevenir la seva primera entrada a les llistes de popularitat als Estats Units, on va arribar al número 114 en la llista de Cashbox i al lloc 117 de la llista Record World. Aquí es deien Björn & Benny (with Svenska Flicka) i el seu segell discogràfic era Playboy Records. No obstant això, d'acord amb Stig, «People Need Love» va poder tenir un èxit més gran als Estats Units, però una discogràfica petita com Playboy Records no tenia prou mitjans de distribució per satisfer la demanda.
El 30 d'abril de 1972, els quatre van aparèixer per primera vegada a la televisió com una agrupació al programa suec Vi i femman, cantant el tema «People Need Love». Atès que el senzill va ser un èxit local, van decidir gravar el seu primer àlbum junts, tot i que el fet de formar un grup no era una prioritat per a cap d'ells en aquest moment. Així, les sessions d'enregistrament van començar el 26 de setembre de 1972, i cap a l'octubre van acabar un parell de cançons. Una pista en particular va incloure les noies com a líders vocals, «Nina, Pretty Ballerina», on les seves veus posades en harmonia van donar per primera vegada una idea de la qualitat dels seus talents combinats. A l'octubre van publicar el senzill «He Is Your Brother», que si bé no va aconseguir entrar en les llistes de vendes, es va posicionar en el número u de les llistes de la ràdio. El 23 de febrer de 1973 va néixer Linda Ulvaeus, la primera filla d'Agnetha i Björn. Prèviament, l'embaràs d'Agnetha havia suposat alguns problemes per a la promoció dels seus primers senzills: durant la primera presentació del grup a Alemanya i Àustria, Agnetha va ser substituïda per Inger Brundin, una amiga de Frida.

### Ring Ring
Mentre les sessions d'enregistrament seguien, els membres del quartet van continuar amb alguns projectes individuals. Frida va seguir presentant-se en diversos espectacles de cabaret a Estocolm fins al 1973. En aquest mateix any, Agnetha va interpretar Maria Magdalena en la producció original sueca de Jesus Christ Superstar, i rebé crítiques favorables. Björn va seguir treballant ocasionalment amb alguns dels seus companys de The Hootenanny Singers fins a l'estiu de 1974. El grup i Stig —ara el seu representant— van decidir fer un altre intent per al Melodifestivalen, aquesta vegada amb la cançó «Ring Ring». Les sessions d'enregistrament es van realitzar amb l'enginyer de so Michael B. Tretow, el qual va experimentar amb el wall of sound, una tècnica de producció musical que va esdevenir el particular so d'ABBA. El wall of sound consistia a gravar la melodia en una cinta mestra, crear posteriorment diverses còpies d'aquesta cinta i reproduir-les amb una separació de mil·lisegons, de manera que es dupliqués el nombre d'elements que s'escolten en una pista i aconseguir així un so més fort i clar.

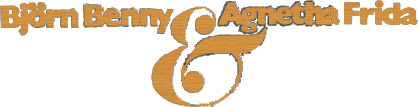
Primer logotip del grup, amb el seu nom original.

Amb la pista ja feta i la cançó gravada en suec, Stig va arranjar una traducció a l'anglès amb la lletra per Neil Sedaka i Phil Cody, la qual cosa faria al grup un guanyador segur. No obstant això, al Melodifestivalen 1973 celebrat el 10 de febrer, «Ring Ring» va quedar en tercer lloc sense oportunitat per presentar-se al concurs internacional. Tot i el resultat, el quartet va mantenir els seus plans i va llançar el seu primer àlbum, anomenat Ring Ring, que contenia èxits passats com «People Need Love" i «He Is Your Brother», així com els senzills «Love Isn't Easy (But is Sure is Hard Enough)» i «Another Town, Another Train». Per la seva banda, el senzill «Ring Ring» va tenir una bona recepció en diversos països europeus, però Stig va sentir que el veritable èxit arribaria només amb un número u al Regne Unit o als Estats Units.
A la primavera de 1973, cansat de noms difícils, Stig va començar a referir-se al grup en públic com a ABBA, acrònim format per les primeres lletres del nom dels seus integrants: Agnetha, Björn, Benny i Anni-Frid. Al principi no va ser pres seriosament, ja que «ABBA» era el nom d'una coneguda companyia de mariscs a Suècia, però Stig va arribar a creure que el nom sí que funcionaria en el mercat internacional. Tanmateix, un diari de Göteborg va anunciar un concurs per trobar un nom adequat per a la banda. El grup va rebre noms com «Baba» i «Friend and Neighbours», però al final tots van ser rebutjats i a l'estiu van anunciar que el nom oficial era ABBA; posteriorment, Stig va arribar a un acord econòmic amb la companyia de marisc. La primera vegada que el nom va aparèixer escrit en un paper va ser durant les sessions d'enregistrament que es van desenvolupar en l'estudi Metronome d'Estocolm, el 16 d'octubre de 1973. La primera «B» al logotip d'ABBA va ser posada a l'inrevés en una campanya promocional de la banda el 1976, i més tard va esdevenir el seu logotip oficial i en una marca registrada. L'estiu de 1973, ABBA va començar una llarga gira pels folkparks que va abastar des juliol fins al setembre, i es presentà en més de seixanta concerts a l'aire lliure. Després de la gira van començar a treballar en un segon àlbum.

## Salt a la fama (1974 - 1975)

### Victòria a Eurovisió
Tal com en anys anteriors, Björn, Benny i Stig van creure en la possibilitat d'usar el Melodifestivalen i el Festival de la Cançó d'Eurovisió per aconseguir un negoci musical segur per a la banda. A finals de 1973, Sveriges Television va convidar els tres a contribuir amb una cançó per a l'edició de 1974. D'un nombre variat de noves composicions escrites durant els últims mesos, el grup ara inspirat pel creixent glam rock al Regne Unit va escollir el tema «Waterloo», una cançó amb un estil pop glam produïda amb el wall of sound arranjada per l'enginyer Michael B. Tretow. El 9 de febrer, ABBA va obtenir el triomf al Melodifestivalen 1974 en obtenir un total de 302 punts per part dels jutges, la puntuació més alta obtinguda per un guanyador en l'esdeveniment. El tema guanyador va ser publicat com a senzill en anglès i en suec, i es col·locà en els primers llocs de les llistes de popularitat sueques. El març van llançar al mercat el seu segon àlbum Waterloo que contenia la cançó del mateix nom, així com els senzills «Honey, Honey» i «Hasta mañana».
«Després del 6 d'abril de 1974, el Festival d'Eurovisió és mort, afortunadament. Els dies en què nois i noies més o menys bonics simplement cantaven una cançó han marxat. Ara esperem més que això: una bona cançó, un bon show, un bon vestit. ABBA va introduir una nova fórmula i només podem estar alegres per això» 
El 6 d'abril de 1974, «Waterloo» va representar Suècia a la XIX edició del Festival d'Eurovisió celebrat al Domo de Brighton, Regne Unit. Durant la seva presentació els quatre membres d'ABBA van dur vestits cridaners dissenyats per Inger Svvenke, i el director d'orquestra Sven-Olof Walldoff es va disfressar com a Napoleó Bonaparte. Tot i que la interpretació vocal dels quatre no va ser la millor, el nombre en si va trencar amb diversos estereotips propis del festival. Al final de la votació la cançó va obtenir vint punts-sis més que la representant d'Itàlia «Si», de Gigliola Cinquetti, la qual cosa li va donar a Suècia la seva primera victòria al festival i a ABBA un èxit d'abast internacional.
El fet de guanyar el festival els va brindar l'oportunitat de viatjar per Europa i presentar-se en importants programes de televisió com Top of the Pops, Domino, Starparade, Toppop i Señoras y Señores. «Waterloo» va arribar al cim de les llistes en la majoria dels països que visitaven, i fou el primer senzill número u d'ABBA al Regne Unit. Als Estats Units, gràcies al suport de la seva nova companyia discogràfica Atlantic Records, el tema va arribar al número sis a la llista Billboard Hot 100, contrariàment al que va passar amb l'àlbum, que només va arribar al número 145 en el Billboard 200. Fins i tot a Austràlia, «Waterloo» va ascendir al número quatre a les llistes de l'ARIA.
El següent senzill d'ABBA, «Honey, Honey», va aconseguir enfilar-se al número vint als Estats Units, així com a les tres primeres posicions a Alemanya. No obstant això, al Regne Unit Epic Records —el seu segell discogràfic a les Illes Britàniques— va decidir publicar una remescla de «Ring Ring» al seu lloc. Aquest no va aconseguir col·locar-se dins del top 30 de la llista UK Singles Chart, la qual cosa va incrementar la creixent especulació que el grup era simplement un altre one-hit wonder d'Eurovisió. Per trobar un nou tema que continués amb l'èxit ja obtingut, el quartet va tornar a l'estudi d'enregistrament l'agost de 1974, algunes pistes d'aquestes sessions van ser publicades més endavant com a part del seu tercer àlbum d'estudi. Al novembre decidiren llançar una d'aquestes cançons com a senzill. Encara que «So Long» tenia un estil similar al de «Waterloo», el seu llançament va ser un fracàs comercial i és considerat com el senzill menys reeixit d'ABBA a nivell internacional.

### Gires de 1974 i 1975
El novembre de 1974 ABBA va començar la seva primera gira internacional, i es presentà en primer lloc a països com Dinamarca, Alemanya, i Àustria. Aquesta primera part del tour no va ser del tot reeixida, la qual cosa mostra que el grup encara no comptava amb una gran base de seguidors fora d'Escandinàvia. De fet, a causa de la poca demanda d'entrades es van veure forçats a cancel·lar diverses actuacions, incloent el seu únic concert que tenien planejat a Suïssa. Després d'un breu descans, el gener de 1975 van realitzar la segona part de la gira per Escandinàvia, i contràriament al que va passar en la primera part, l'espectacle va obtenir l'atenció del públic i de la premsa. El quartet es va presentar en set dates amb un ple total, i finalitzà amb un gran concert a Suècia.

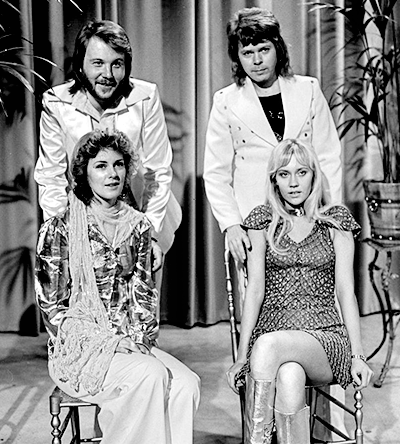
ABBA en el programa neerlandès Toppop, com a part de la seva gira promocional de 1974.

Després de la gira, la banda va passar els següents dos mesos treballant en el seu pròxim disc. ABBA, el seu tercer àlbum d'estudi, va sortir a la venda a l'abril de 1975 en conjunt amb el senzill «I Do, I Do, I Do, I Do, I Do». Ambdós llançaments van assolir una bona recepció en algunes llistes europees i d'altres països com Austràlia i Nova Zelanda, però no així al Regne Unit. Després d'una campanya de promoció per diversos programes de televisió europeus, ABBA va començar a preparar-se per a una altra sèrie de concerts. Durant tres setmanes de l'estiu de 1975, el grup va realitzar una petita gira per Suècia originalment planejada per a l'any anterior, però que va ser cancel·lada després del seu triomf a Eurovisió. D'aquesta manera es van presentar en setze diferents folkparks a Suècia i Finlàndia, interpretant temes del seu àlbum més recent. Van atraure una gran gernació d'espectadors. El seu espectacle al parc de diversions Gröna Lund, Estocolm, va ser vist per una audiència estimada de 19.200 persones. En total, aquesta petita gira va aconseguir recaptar més de 500.000 SEK.
Al juny de 1975, mentre es trobaven de gira, Polar Music va decidir llançar com a senzill el tema «SOS» amb la qual cosa aconseguiren novament l'èxit al Regne Unit, on va arribar al número sis i va aconseguir col·locar l'àlbum al número tretze. Després de 18 mesos ABBA tornava a tenir èxit en aquell país. Als Estats Units, «SOS» va arribar al número 10 en la llista de Record World i al número quinze en el Billboard Hot 100, a més de ser el primer número u d'ABBA a Mèxic. També va guanyar un premi de la Broadcast Music Incorporated pel fet de ser una de les cançons més tocades a la ràdio estatunidenca el 1975. Després de finalitzada la gira, l'agost de 1975 van començar a treballar en el seu quart àlbum, sense saber si aquest arribaria a ser publicat. Els quatre continuaven involucrats en projectes aliens al grup: Björn i Benny seguien component i produint temes per a altres artistes de Polar Music, Agnetha va publicar el seu cinquè àlbum d'estudi Elva Kvinnor I Ett Hus —on s'incloïa la versió en suec de «SOS»—, i Frida va culminar el seu primer àlbum d'estudi anomenat Frida ensam.

### Recepció a Austràlia
L'agost de 1975, el llançament dels vídeos d'«I Do, I Do, I Do, I Do, I Do», «Mamma Mia», «SOS» i «Bang-A-Boomerang» al programa de televisió australià Countdown, va donar origen a un immens interès públic per ABBA en aquell país. A finals d'aquest any RCA Records —el seu segell discogràfic a Oceania— va decidir publicar la compilació The Best Of ABBA, tot i que per a molts era massa aviat perquè el grup llancés un àlbum recopilatori, el material va tenir una bona rebuda comercial, i passà setze setmanes en el número u amb vendes que van superar el milió de còpies venudes, la qual cosa el va convertir en el disc més venut a Austràlia. A causa de la popularitat del vídeo, «Mamma Mia» va ser publicat com a senzill, de manera que «I Do, I Do, I Do, I Do, I Do», «Mamma Mia» i «SOS» ocuparen el número u en les llistes de l'ARIA de manera consecutiva.
«¿Quin país és més a prop del cor d'ABBA? És Austràlia ... la popularitat del grup és tremenda enllà i s'ha expressat tan meravellosament. Difícilment ho puc descriure. Per exemple: a qualsevol part del país al qual arribi ABBA, sembla com si hagués arribat un cap d'Estat ... Mai no has vist una cosa com aquesta abans» 
L'èxit d'ABBA a Austràlia i Nova Zelanda va influir en la programació de llançaments per part de Polar Music i dels seus altres segells discogràfics a Europa. Per exemple, si bé «Mamma Mia» no va ser considerada com un possible senzill fins al seu llançament australià, la cançó va arribar al número u al Regne Unit a principis de 1976, a més d'aconseguir les primeres deu posicions en altres llistes europees. El seu primer àlbum recopilatori, senzillament anomenat Greatest Hits —la versió europea de The Best of ABBA—, va sortir a la venda a finals de 1975. La compilació va ser ben rebuda pel mercat europeu, fins i tot al Regne Unit, on les seves vendes el van col·locar com el segon disc més venut en la dècada de 1970 en aquell país. Va romandre 11 setmanes en el número u i 130 setmanes dins de la llista UK Albums Chart. A més va portar a ABBA per primera vegada dins del top 50 de la llista Billboard 200 dels Estats Units, on finalment van vendre un milió de còpies i van obtenir un disc de platí.
A Greatest Hits es va incloure un nou tema, «Fernando»; la seva versió en suec es va utilitzar a Suècia per promocionar l'àlbum de Frida com a solista, Frida ensam. Després de la bona recepció que va obtenir a Escandinàvia, van decidir gravar una versió en Anglès. «Fernando» va ser llançat com a senzill a la primavera de 1976, va ocupar el número u en tretze països i va estar al capdamunt de les llistes a Austràlia durant catorze setmanes, amb la qual cosa va superar el rècord de tretze setmanes de «Hey Jude» de The Beatles i es convertí en el senzill més venut en aquest país. Als Estats Units, «Fernando» va arribar a les primeres deu posicions de la llista Cashbox i al número tretze al Billboard Hot 100. També va arribar al cim de les llistes Adult contemporary del Canadà i els Estats Units, el primer número u d'ABBA en ambdós països. En total, «Fernando» va vendre més de deu milions de còpies i va esdevenir el senzill més venut del grup.

## Al cim de la fama (1976-1980)

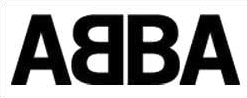
El logotip oficial del grup, caracteritzat per la primera "B" invertida, va aparèixer per primera vegada el 1976.

A principis de 1976, mentre en altres països ABBA començava a ocupar els primers llocs en les llistes, als Estats Units amb prou feines van aconseguir un senzill en el top ten i les vendes dels àlbums no donaven bones xifres. El disc homònim ABBA només va arribar al número 165 en la llista de Cashbox i al número 174 al Billboard 200. A més, les crítiques que la seva música rebia per part dels professionals eren variades. Per a la revista Creem en particular, als Estats Units el grup havia resistit «una molt desordenada campanya de promoció». Per la seva banda, ABBA va passar gran part de 1976 treballant en el seu nou àlbum d'estudi, no sense realitzar diversos treballs de promoció a Europa i Estats Units. Al març, ABBA va fer una visita a Austràlia on van aparèixer en diversos programes de ràdio i televisió promocionant el seu senzill «Fernando». El diumenge
 20 de març de 1976 a les 6:30 pm, el canal 9 d'Austràlia va retransmetre el programa The Best Of ABBA, un especial filmat durant la visita del quartet la setmana anterior. La retransmissió va ser vista pel 54% de la quota de pantalla, amb la qual cosa es trencà el rècord d'audiència imposat per l'allunatge el 1969.
Tot i que s'havia planejat que el nou àlbum es publiqués abans de l'estiu de 1976, els constants viatges i gires de promoció entorpiren les sessions d'enregistrament, i el llançament del disc es va retardar fins a l'octubre. No obstant això, el primer senzill de l'àlbum va ser publicat l'agost de 1976 i fou presentat durant la gala en honor del casament del rei Carles XVI Gustau de Suècia i la reina Sílvia Sommerlath. «Dancing Queen» va esdevenir un èxit instantani, i va vendre més de tres milions de còpies només el 1976, després d'entrar al top vint en les llistes de més de vint països, a més de ser la seva primera entrada a les llistes de popularitat en països com Japó, Turquia i la Unió Soviètica. Les crítiques al tema van lloar la composició, la instrumentació i l'harmonia de les veus de Frida i Agnetha. «Dancing Queen» va esdevenir la cançó insígnia d'ABBA, a més de ser qualificada com una de les millors cançons de la història segons la revista Rolling Stone.
El quart àlbum d'estudi del grup es va posar a la venda la tardor del 1976. Arrival va representar un nou nivell de realització i complexitat tant en composició com en el treball d'estudi, i incità crítiques entusiastes de les revistes més orientades al rock del Regne Unit, com Melody Maker i New Musical Express, i notes més apreciatives per part dels crítics estatunidencs. Els tres senzills obtinguts d''Arrival —«Dancing Queen", "Money, Money, Money" i "Knowing Me, Knowing You»— també van tenir una bona recepció crítica i comercial a Europa i Oceania. No obstant això, als Estats Units la seva popularitat va augmentar en menor escala; Arrival va arribar al número vint en el Billboard 200 i va obtenir un disc d'or per les seves vendes en aquest país. A l'abril de l'any següent, «Dancing Queen» va esdevenir l'únic número u d'ABBA en el Billboard Hot 100. El novembre de 1976, ABBA va publicar el segon senzill d'Arrival, «Money, Money, Money», una cançó amb estil de cabaret que va proporcionar al quartet un número u a Alemanya, Bèlgica, Mèxic, França, Països Baixos, Nova Zelanda i Austràlia, on la cançó va esdevenir el seu sisè i últim número u. No obstant això, al Regne Unit i els Estats Units el grup va experimentar un petit declivi i «Money, Money, Money» només va poder situar-se en el número tres i cinquanta-sis.

### Gira per Europa i Austràlia

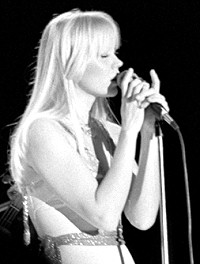
Agnetha en el primer concert de la gira de 1977 a Oslo.

El gener de 1977, l'estatus del grup va canviar dràsticament i els seus membres ja eren famosos a nivell mundial. En aquest any, Arrival va rebre una nominació en el primer lliurament dels premis Brit Awards en la categoria de millor àlbum internacional de l'any, gràcies a les seves vendes i popularitat al Regne Unit. Després del llançament del senzill «Knowing Me, Knowing You», el 28 de gener van començar una molt esperada gira per Europa i Austràlia, on van muntar un espectacle en què presentaven els seus senzills més reeixits i altres temes de tots els seus àlbums, a més del mini-musical The Girl with the Golden Hair . El concert va atreure l'atenció de la premsa a través d'Europa occidental, es dugueren a terme actuacions a Göteborg, Copenhaguen, Berlín, Colònia, Amsterdam, Anvers, Essen, Hannover, Hamburg. La gira acabà amb diversos concerts al Regne Unit a Manchester, Birmingham, Glasgow i Londres. Les entrades per a les dues presentacions al Royal Albert Hall només estaven disponibles per correu i posteriorment l'oficina postal va revelar que van rebre més de 3,5 milions de comandes d'entrades, suficient per omplir l'escenari més de 400 vegades. Un dels concerts al Royal Albert Hall va ser filmat i gravat amb la intenció de fer un especial de televisió, però això mai es va concretar. No obstant això, van existir moltes crítiques negatives sobre la presentació del grup, com la manca de «personalitat», i que els quatre actuaven «molt refinats» i «estirats».
El març de 1977, després de la part europea de la gira, ABBA es va presentar en onze dates a Austràlia davant un total de 145.000 espectadors. En el concert d'obertura al Sydney Showgrounds a Sydney, més de 20.000 persones van esperar-se durant hores sota la pluja per observar la banda, per la qual cosa, i malgrat les condicions del clima, van decidir de no cancel·lar l'espectacle. Posteriorment, els quatre recordarien aquest concert com un dels més memorables de la seva carrera. A Melbourne, es va organitzar una recepció cívica a l'ajuntament de la ciutat i ABBA va aparèixer al balcó per saludar una multitud de 100.000 persones; en aquesta ciutat el quartet va oferir tres concerts al Sydney Myer Music Bowl, en un dels quals va assistir el primer ministre Malcolm Fraser. A Adelaida, el grup va fer un concert a l'estadi de futbol West Lakes davant 21.000 espectadors (la qual en si mateixa era un nou rècord) i 10.000 persones més que escoltaven des de fora. Durant el primer de cinc concerts a Perth, hi va haver una falsa amenaça de bomba, de manera que tots van haver d'evacuar l'escenari del concert.
La gira va estar acompanyada d'una histèria en massa i una atenció sense precedents dels mitjans de comunicació. Per promocionar i mostrar la resposta del públic australià cap a la banda, Polar Music va decidir realitzar una pel·lícula dirigida per Lasse Hallström. En aquesta cinta, titulada simplement ABBA: The Movie, es mostren diverses escenes reals del quartet en la seva visita a diverses ciutats, incloent fragments dels concerts, rodes de premsa i entrevistes amb alguns seguidors d'ABBA. De tornada a Suècia, Benny i Björn van començar a escriure temes inèdits per a la pel·lícula, que més tard s'inclourien en el seu cinquè àlbum d'estudi. Malgrat el segon embaràs d'Agnetha, es van aconseguir culminar les nou pistes del disc en menys de sis mesos, i cap a l'octubre van publicar el primer senzill de l'àlbum. «The Name Of The Game» va mostrar un altre canvi en les melodies i l'estil de la seva música, que esdevenien «més madures». Obtíngué millors crítiques per part de la premsa especialitzada. La cançó va arribar al número u en les llistes britàniques; fou l'únic lloc on va assolir el cim de les llistes, tot i que va aconseguir posicionar-se dins dels deu primers llocs a Austràlia, Nova Zelanda, Sud-àfrica, Mèxic i gairebé tot Europa; va atènyer el número dotze del Billboard Hot 100.

### The MovieiThe Album
ABBA: The Movie va ser estrenada el 12 de desembre de 1977 a Estocolm, una setmana després que Agnetha donés a llum al seu segon fill amb Björn, Christian. Dirigida per Lasse Hallström —el qual també va dirigir la majoria dels vídeos de l'agrupació—, la pel·lícula originalment va ser planejada per a la televisió, però Polar Music va decidir augmentar el pressupost per adaptar-la al cinema. Se li van agregar noves cançons i ABBA va gravar una sèrie d'escenes a Estocolm per completar la cinta. Després de la seva estrena va rebre crítiques favorables per part de la premsa europea i estatunidenca; Leif Schulman de Billboard va dir que «seria injust comparar-la amb les pel·lícules de Dick Lester amb The Beatles o amb Woodstock, però segueix sent una de les cintes pop més refrescants dels anys recents». Contràriament a allò que estava previst, la cinta no va tenir una bona recepció a Austràlia, on la popularitat del grup començà a decaure gradualment. No obstant això, ABBA: The Movie va ser portada als cinemes estrangers i alhora la seva imatge creixia en altres territoris: a finals de 1978 es va estrenar al Japó, el 1979 va arribar als cinemes de Llatinoamèrica i cap al 1982 es va començar a exhibir-se als cinemes de la Unió Soviètica i altres països comunistes.
«No estic bregant amb quatre actors nous, que volen convertir-se en grans actors i actrius. només estan actuant com ells mateixos. Quan estan actuant, ho fan a l'escenari durant les seves presentacions. D'altra banda, només els vaig seguir amb la meva càmera per retratar-los a la pantalla gran de la manera més natural possible. Vam decidir incorporar una petita història per fer una espècie de tribut a l'art del cinema. ABBA diu: 'no som actors'. I això és cert ». 
El mateix dia de l'estrena de la seva pel·lícula, ABBA va publicar el seu cinquè àlbum d'estudi The Album. El successor d'Arrival presentava una major ambició lírica i musical i per bé que va ser el menys benvingut pels crítics al Regne Unit, li va donar al grup més senzills amb èxit mundial: «The Name Of The Game», «Take A Chance On Me» i «Eagle». El nou àlbum va incloure les versions d'estudi de The Girl with the Golden Hair, un mini-musical presentat durant la seva gira anterior. Entre elles destacava «Thank You For The Music», que malgrat no ser mai llançat com a senzill, va esdevenir una de les cançons més conegudes del quartet. A principis de 1978, ABBA va publicar «Take A Chance On Me» com a segon senzill de l'àlbum. El ritme enganxós de la cançó el va ajudar a atènyer les primeres posicions de les llistes al Regne Unit, Europa Occidental, Mèxic i Sud-àfrica. Tot i que «Take A Chance On Me» no va arribar al lloc més alt del Billboard Hot 100, va aconseguir vendre més còpies que «Dancing Queen», i va obtenir un disc d'or de la RIAA.
Pels volts del 1978, ABBA i la seva obra eren reconeguts per gran part dels músics d'aquella època. Al maig van culminar els treballs per convertir un cinema abandonat en l'estudi de gravació de Polar Music. El nou «lloc de l'art» a Estocolm no només va ser usat per ABBA, sinó també per altres grans bandes com Led Zeppelin i Genesis. A partir de llavors, ABBA va gravar la gran majoria de les seves cançons en aquest estudi, el qual comptava amb la més alta tecnologia de gravació en aquella època i una ubicació privilegiada al centre d'Estocolm. En ser els artistes més reeixits de Polar Music, el quartet podia fer ús de l'estudi en horaris flexibles, situació que va solucionar el problema de disponibilitat que s'havia presentat en llogar altres estudis. Durant el mes de maig, ABBA es va adreçar als Estats Units per a realitzar una campanya publicitària en la qual es presentaven com «el grup més venedor de la història de la música enregistrada», i foren convidats a un especial de televisió amb Olivia Newton-John i Andy Gibb. Com a resultat d'aquesta campanya, «Take A Chance On Me» i The Album va aconseguir pujar posicions en les llistes estatunidenques, i arribaren als números tres i catorze a la Billboard Hot 100 i la Billboard 200, respectivament. En aquest mateix mes, ABBA va llançar un senzill promocional del seu nou àlbum a Europa, «Eagle», la seva cançó més llarga gravada en estudi.

### Conseqüències de l'èxit

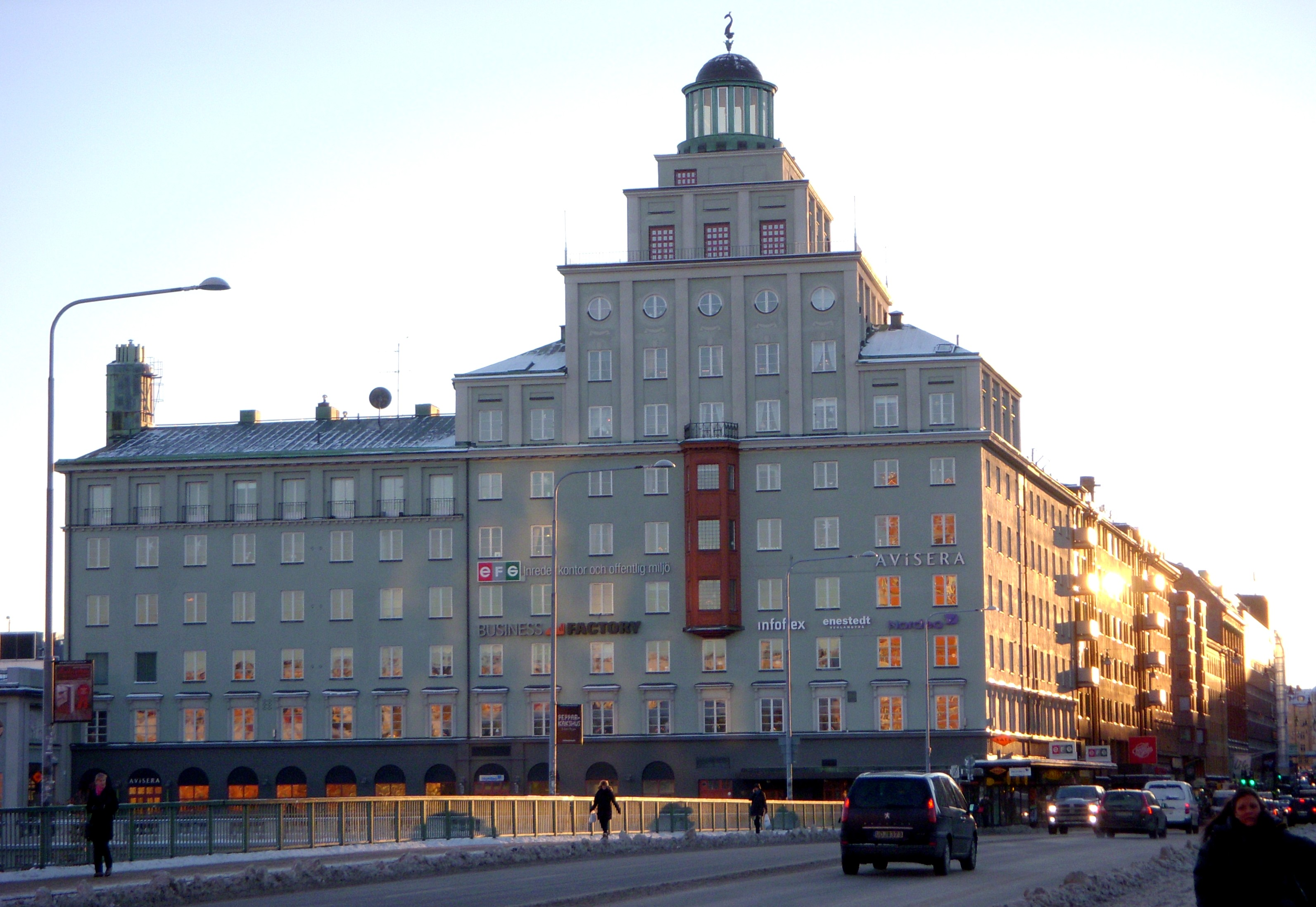
Abans de ser remodelat, el Palau dels Esports d'Estocolm va albergar els estudis Polar Music, on el grup va gravar la majoria de les seves cançons des de 1978.

El grup va començar a tenir alguns problemes en el nou estudi de Polar Music a Estocolm. Les sessions d'enregistrament del seu sisè àlbum es van convertir en les més llargues i complicades, ja que moltes de les cançons gravades i mesclades durant aquest temps encara continuen sense ser publicades, un fet que feia palesa una primera crisi creativa en trigar més d'un any a l'hora de completar les deu pistes que integrarien el seu següent disc. El quartet va començar les sessions de composició el febrer de 1978 —dos mesos després del llançament de The Album—, però aquesta vegada sense que Stig Anderson participés en el procés. Cap a l'agost, Polar Music els va pressionar perquè publiquessin un nou senzill, de manera que van triar una de les poques pistes amb les quals se sentien satisfets, «Summer Night City». Si bé la cançó va esdevenir un èxit a Escandinàvia i Irlanda, només va aconseguir el número cinc en el Regne Unit. Els quatre van expressar certa preocupació perquè «Summer Night City» va trencar la seva ratxa de senzills número u en aquell país; Agnetha va dir: «es va convertir en un hàbit que cada cosa que llançàvem es convertia en un nombre u a Anglaterra». Amb tot i això, aquesta cançó va ser la plataforma per a la incursió d'ABBA a la música disco amb el seu següent àlbum. La cara B del senzill —«Medley: Pick a Bale of Cotton/On Top of Old Smokey/Midnight Special»— era un pupurri que ABBA va enregistrar per a un disc de caritat per a una fundació contra el càncer a Alemanya tres anys enrere. Aquest tema roman com l'única cançó que la banda va gravar i que no era de la seva autoria.
Del 17 al 26 de novembre, ABBA va estar de visita al Japó per promocionar-se de la mateixa manera que ho havia fet als Estats Units mesos enrere. Es van presentar en diverses conferències de premsa i programes de ràdio i televisió com The Best 10, Ginza Now i 11 pm. Durant aquesta gira promocional van presentar el que se suposava seria el seu nou senzill, «If It Wasn't For The Nights». A finals del 1978, l'UNICEF els va convidar a col·laborar amb una cançó per al disc Música per a l'UNICEF, amb l'objectiu de donar els beneficis del tema a l'organització. En aquest esdeveniment també van participar altres artistes com ara Bee Gees, Olivia Newton-John, Earth, Wind & Fire, Donna Summer, Rod Stewart, entre d'altres. Björn i Benny abandonaren la idea de llançar «If It Wasn't For The Nights» com a senzill i en comptes d'això elegiren una balada amb un títol en castellà. El 9 de gener de 1979, el grup es va presentar amb el tema «Chiquitita» en el concert Música per a l'UNICEF davant l'Assemblea General de les Nacions Unides. El senzill va ser llançat en les següents setmanes i esdevingué un número u en deu països; també va arribar al número dos al Regne Unit, al quatre a Austràlia i al vint als Estats Units. La cançó segueix sent el senzill més venut en la història d'Amèrica Llatina. L'èxit en els països de parla hispana els va animar a gravar un disc totalment en castellà. Vers el 2004, UNICEF va estimar que van rebre ingressos per més de £ 1.000.000 per les vendes de la cançó.
«Necessitem més i més temps per crear un producte original que no soni com a algun dels anteriors. El nou àlbum, per exemple, ens va costar una enorme quantitat d'esforç ... En aquests mesos treballem en prop de trenta cançons, de les quals vam fer una selecció. Les cançons descartades sonen bé de veritat, però sonen molt semblants a altres coses que vam gravar i llançar abans». 
La vida personal dels quatre també havia canviat. Després de més de cinc anys d'estar compromesos, Benny i Frida van contraure matrimoni el 7 d'octubre de 1978, en una cerimònia privada en una petita església de Lindingö. Dies després del llançament de «Chiquitita», Björn i Agnetha van anunciar el seu divorci. La notícia va causar un interès massiu per part de la premsa, i va conduir a una discussió sobre el futur d'ABBA. La parella va assegurar als mitjans i als seus seguidors que continuarien el seu treball com a grup i que el divorci no els afectaria, tot i que la premsa va continuar confrontant-los amb les seves entrevistes. Diversos crítics van definir aquest canvi com «una ruptura apareguda a la imatge de dues felices parelles unides per crear música pop». La pressió del públic sobre els quatre va fer que el treball en l'àlbum s'accelerés en febrer i març, de manera que van gravar cinc temes del seu nou disc en tan sols dos mesos, dos d'aquests van ser produïts en els Estudis Criteria a Miami. El seu sisè àlbum d'estudi, Voulez-Vous, va ser finalment llançat a l'abril de 1979 amb l'assistència de l'enginyer de so Tom Dowd, entre d'altres. El disc va rebre crítiques variades, ja que comptava amb una gran influència de la música disco, la qual dominava l'escena musical de finals dels anys 1970. No obstant això, les úniques dues balades incloses en aquest es convertirien en els senzills més reeixits de l'àlbum. Voulez-Vous va arribar al lloc més alt de les llistes a Europa, Japó i Mèxic; a més, va arribar al top 10 al Canadà i Austràlia, i al top 20 als Estats Units.
Al mateix temps que l'àlbum, el quartet va publicar el senzill «Does Your Mother Know?», el seu últim senzill amb Björn com a líder vocal, que va aconseguir el número u en Bèlgica i Alemanya, el número quatre a les llistes angleses, disset a Mèxic i dinou en el Billboard Hot 100. De manera similar, cap dels senzills de Voulez-Vous va aconseguir el número u al Regne Unit, però sí que van arribar més enllà del número quatre. A finals de juliol es va llançar el senzill de doble cara A «Voulez-Vous» /«Angeleyes», que va aconseguir quedar-se al número tres, a més d'aconseguir el número u en Bèlgica i entrar al top 10 a Irlanda, Suïssa, Sud-àfrica, Espanya, França i Països Baixos. Als Estats Units les dues cançons van ser llançades per separat, de manera que «Angeleyes» no va arribar més enllà de la posició 64 i «Voulez-Vous» es va estancar en el lloc 80.
A la tardor de 1979, en conjunt amb la seva gira, el grup va llançar el seu segon àlbum recopilatori, Greatest Hits Vol. 2, el qual contenia el seu nou senzill, «Gimme! Gimme! Gimme! (A Man After Midnight)». La cançó va esdevenir el seu èxit disc més conegut a Europa i Japó —on va arribar al número 17 en les llistes d'Oricon—, en posicionar-se en el número u en Bèlgica, França, Finlàndia, Irlanda i Suïssa, en el tres al Regne Unit i al vuit a Austràlia. Mentrestant, a Mèxic ABBA va aconseguir el seu novè i últim número u amb «As Good As New». A la Unió Soviètica, a causa de la prohibició d'exportar rubles només s'admetien pagaments en espècie, de manera que Polar Music cobrava les vendes dels seus discos en petroli.

### Gira mundial i gravacions en castellà

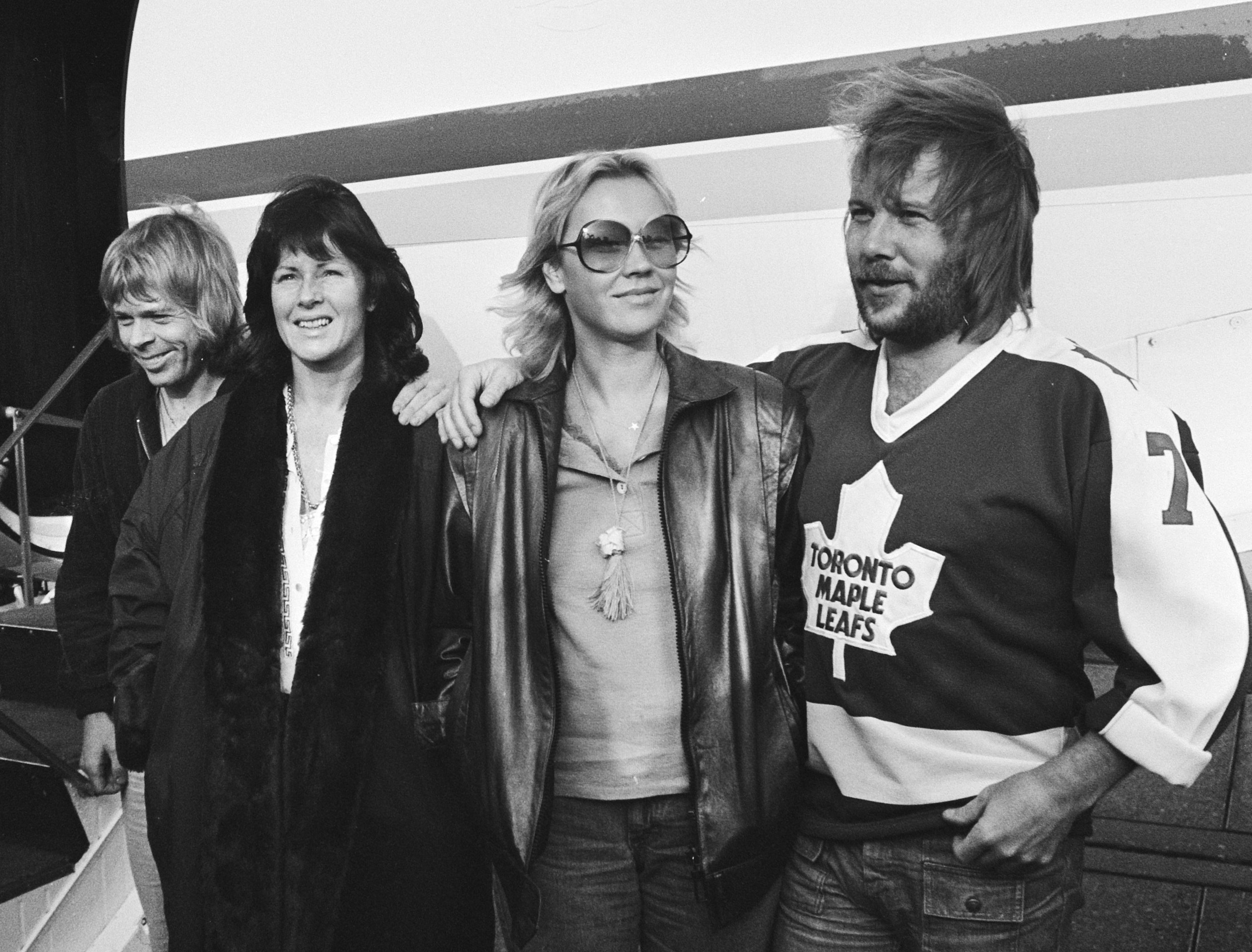
ABBA en arribar a Rotterdam, una de les parades de la seva gira de 1979.

Després de veure l'èxit obtingut en països de parla hispana amb la versió en anglès de «Chiquitita», ABBA va decidir gravar una versió en castellà amb les lletres compostes per Mary i Buddy McCluskey, executius d'RCA Records a l'Argentina. El quartet també es va presentar en els programes Aplauso i 300 millones a Espanya, on van obtenir un disc d'or per les vendes del senzill. La versió en castellà va esdevenir un èxit en les ràdios d'Espanya i Amèrica Llatina, a més de ser llançada en altres territoris com França, Austràlia i Japó. Només a Mèxic i l'Argentina; en total, la versió en castellà de «Chiquitita» va vendre més de dos milions de còpies. Per provar la seva ratxa de sort, RCA Records va animar al grup a gravar una altra versió en espanyol. El tema escollit per a aquesta ocasió va ser «I Have A Dream", que en castellà va esdevenir «Estoy soñando». El senzill va ser ben rebut en diversos països hispanoparlants, la qual cosa els convencé que haurien gravar un disc totalment en castellà després d'acabar el seu tour.
El 13 de setembre, ABBA va començar la seva primera i única gira per Amèrica del Nord al Northlands Coliseum, a Edmonton, amb un ple de 14.000 persones. Durant les quatre setmanes següents, es van presentar un total de disset concerts totalment venuts, tretze als Estats Units i quatre al Canadà. No obstant això, es van veure forçats a cancel·lar diverses dates: l'últim concert planejat d'ABBA als Estats Units va ser cancel·lat a causa de la crisi nerviosa que va patir Agnetha durant el vol de Nova York a Boston, quan l'avió privat on viatjava va ser sotmès a condicions extremes causades per un tornado, sense que pogués aterrar durant molt de temps. La gira va acabar amb una presentació a Toronto al Maple Leaf Gardens davant una multitud de 18.000 espectadors. Tot i que l'espectacle va generar les mateixes queixes que hi va haver en la gira de 1977 i molts assistents van assegurar que ABBA era més un grup d'estudi que una banda en viu, alguns crítics es van impressionar per la bona producció de l'espectacle i la rebuda que van tenir entre el públic, especialment si es considerava la seva condició a Amèrica del Nord.
«Amb sort, la nostra gira farà [de Voulez-Vous] el nostre primer número u allà [als Estats Units]. Si aconseguim això, haurem anat per tot el món amb els nostres super èxits i no seria aquest un bon moment de posar fi a aquests gegantins però exhaustius concerts? Preferiria deixar això als nois pop solters que no tenen fills o una llar establerta. Com a mare de dos fills, demando tenir una vida familiar» 
El 19 d'octubre el grup va arribar a Europa occidental per realitzar la segona part de la seva gira, on van tocar en vint concerts, amb les entrades totalment venudes, incloent sis nits amb totes les localitats exhaurides al Wembley Arena de Londres. Finalitzaren la gira amb un gran concert a Dublín, Irlanda. Durant la gira es va gravar el documental ABBA In Concert amb imatges dels concerts i dels seguidors en diversos punts dels Estats Units i del Regne Unit, similar al que havien fet en la seva gira anterior amb ABBA: The Movie. El documental va ser dirigit per Urban Lasson i estrenat a la primavera següent en diverses televisions europees, dels Estats Units, Japó i Austràlia. Per commemorar el final de la seva gira, Polar Music va decidir publicar com a senzill «I Have A Dream», que va aconseguir un número u a Suïssa, Bèlgica, Àustria, Països Baixos i el Canadà, i un número dos al Regne Unit i Irlanda. El vídeo promocional del senzill es va extreure de l'especial ABBA In Concert.
El gener del 1980, Björn i Benny van viatjar a Barbados per discutir una oferta per a la producció d'un musical, així com per començar les sessions de composició per al seu següent àlbum. Mentrestant, el 7 de gener, Agnetha i Frida van cantar les lletres en castellà escrites pel matrimoni McCluskey per a diverses de les seves cançons més conegudes. L'àlbum recopilatori en castellà rebé el títol de Gracias por la música, i va ser llançat a mitjan 1980 en diversos països de parla hispana, així com al Japó i Austràlia. El disc va ser ben rebut pel públic, i juntament amb diversos senzills llançats d'aquesta compilació com a «Gracias por la música» i «¡Dame, dame, dame!», el grup es va tornar molt popular a Iberoamèrica. Més endavant, en els seus pròxims dos discos, ABBA va gravar quatre cançons més en castellà. Els següents mesos ABBA es va dedicar a la producció del seu següent àlbum, amb un petit recés: en març van viatjar al Japó per fer la que seria la seva última gira. Després de la seva arribada a l'Aeroport Internacional de Narita van ser assetjats per milers de seguidors, si fa no fa una situació similar a la que havien experimentat a Austràlia tres anys abans. La banda va tocar onze concerts davant més de 100.000 persones, incloent sis presentacions al Nippon Budokan de Tòquio.

## Progressió i declivi (1980-1982)
Després de finalitzar la seva gira pel Japó, els ABBA es van prendre un breu descans i van començar a treballar en un nou àlbum d'estudi. El primer tema publicat d'aquestes sessions va ser llançat al juliol, «The Winner Takes It All», el seu vuitè número u en la llista UK Singles Chart —i el primer des de 1978. Als Estats Units, el senzill va arribar al número vuit en el Billboard Hot 100 i va esdevenir el segon número u d'ABBA en el Hot Adult Contemporary, a part dels anteriors també va aconseguir entrar a les primeres deu posicions d'altres quinze llistes. La lletra de la cançó, escrita per Björn, es troba molt marcada pels problemes maritals que va experimentar amb Agnetha, la veu principal a la pista. A causa de la seva temàtica i a la interpretació d'Agnetha, sovint «The Winner Takes It All» és distingit com un dels millors enregistraments realitzats pel grup en la seva trajectòria.
Després de presentar en alguns programes de televisió per promocionar el seu últim senzill, la banda va finalitzar les sessions d'enregistrament a la tardor de 1980. A finals de novembre, ABBA va llançar el seu setè àlbum d'estudi,Super Trouper, el qual reflectia cert canvi en l'estil de la seva música en abandonar la influència disco, amb un ús més prominent del sintetitzador i un increment de les lletres personals. Va establir un rècord per la major quantitat de comandes al Regne Unit: més d'un milió de còpies van ser apartades abans de posar-se a la venda el disc. El senzill «Super Trouper», que va ser llançat juntament amb l'àlbum, va ser el seu novè i últim número u al Regne Unit, a més d'obtenir un èxit en els principals mercats europeus. No obstant això, no va passar el mateix en altres països com els Estats Units i Austràlia, on el senzill es va estancar en els llocs 45 i 77, respectivament. Altres èxits inclosos al Super Trouper van ser «On and On and On», «Our Last Summer» i «Happy New Year».

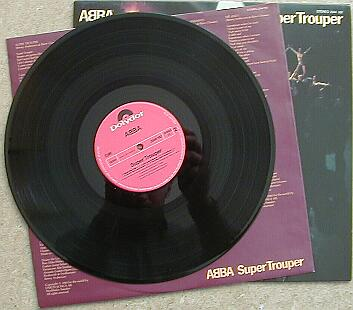
Super Trouper, setè àlbum d'estudi llançat pel grup el 1980.

El gener de 1981, Björn va contreure matrimoni amb Lena Källersjö, i el seu mànager —Stig Anderson— va celebrar el seu aniversari número cinquanta. Per a aquesta ocasió, ABBA va compondre i va gravar la cançó «Hovas Vittne» com un tribut a la seva persona, i va publicar només dues-centes còpies en vinil vermell per ser distribuïdes entre els convidats que van assistir a la celebració. Aquest senzill especial és un dels més buscats pels col·leccionistes del quartet. No obstant això, les diferències entre els quatre van culminar en una nova ruptura: a mitjans de febrer, Benny i Frida van anunciar el seu divorci. Benny va iniciar una relació amb una altra dona, Mona Nörklit, amb qui es va casar al novembre d'aquest any. La imatge que es tenia d'ABBA, de dues parelles felices, havia acabat. Com va succeir amb el divorci d'Agnetha i Björn, els quatre van assegurar que aquesta separació no detindria el seu treball com a quartet i que aviat començarien a gravar el seu nou disc.
Björn i Benny van mantenir algunes sessions de composició durant els primers mesos de 1981, i els enregistraments del següent disc van començar a mitjan març. A finals d'abril, el grup va gravar l'especial de televisió Dick Cavett meets ABBA, on van oferir un petit concert i van donar a conèixer dues cançons noves que serien integrades al seu pròxim àlbum: «Slipping Through My Fingers» i «Two For The Price Of One». Les sessions d'enregistrament per a l'àlbum següent van continuar durant la tardor, i els quart van començar a pensar en un llançament nadalenc. No obstant això, per a algunes companyies discogràfiques com Epic Records, aquest lapse era bastant extens, pel que van decidir llançar una última cançó de Super Trouper com a senzill. A mitjan 1981, «Lay All Your Love On Me» va ser publicat en un format de 12 " en alguns territoris, i va obtenir una bona recepció crítica i comercial. Les ressenyes elogiaren el tema per la seva melodia dance, va arribar al número u del Hot Dance Club Play i al lloc set a les llistes britàniques, convertint-se en la posició més alta aconseguida per un senzill en aquest format en les llistes del Regne Unit.

### Últim àlbum
El novembre de 1981, ABBA va publicar The Visitors, el seu vuitè i últim àlbum d'estudi. Aquest disc mostrava una maduresa en els compositors i un marcat sentiment de distanciament dels seus primers enregistraments, però mantenint-se dins de l'estil pop, amb tonades enganxoses i harmonioses. Per bé que no va ser revelat al moment del llançament, Björn va afirmar que la pista que li donava el títol a l'àlbum («The Visitors (crackin 'Up)»), feia referència a les juntes secretes per aprovar els governs totalitaris als països soviètics, la resta de les cançons també tractaven altres temàtiques complexes, en contrast amb molts dels seus anteriors treballs. Aquest canvi en el contingut va tenir com a conseqüència un relatiu declivi comercial: tot i que l'àlbum va arribar al cim de les llistes a través d'Europa, va entrar al top 20 a França i al Japó i al top 30 als Estats Units i Austràlia, no va vendre tant com els seus antecessors. Poc després del llançament de l'àlbum, «One of Us» va ser publicat com el primer senzill de The Visitors. La cançó li va donar al grup el seu divuitè i últim èxit en el top 10 del Regne Unit. També va arribar a les primeres deu posicions en diversos països d'Europa i Àfrica, i es consolidà com el seu últim èxit mundial.
«Hem estat treballant en The Visitors durant més d'un any. Molt de temps, sí però les cançons no surten tan fàcilment com abans. Aquests dies han marxat. No és fàcil mantenir aquest nivell. És cada vegada més difícil crear cançons reeixides. S'espera molt de nosaltres. Tot i que som ABBA, estic segur que això no és garantia per a un èxit. només la qualitat de la cançó ho és».
No obstant això, a Amèrica del Nord, Austràlia i Nova Zelanda Atlantic Records va llançar «When All Is Said And Done» com a senzill en comptes de «One of Us», i va esdevenir l'últim èxit d'ABBA dins el top 30 als Estats Units, mentre va aconseguir el número quatre a la llista Adult Contemporary al Canadà. La lletra d'aquesta cançó va ser inspirada pel recent divorci de Benny i Frida, tal com va succeir amb «The Winner Takes It All». Als Estats Units «The Visitors (Crackin' Up)» també va ser publicat com a senzill. Tot i que només va aconseguir el número 63 en el Billboard Hot 100, va arribar al número vuit en el Hot Dance Club Play, juntament amb «When All Is Said And Done». Després d'aquests llançaments, els integrants del grup van començar a ocupar-se d'altres projectes. Benny va rebre al seu primer fill amb Mona, mentre que Björn també va esdevenir pare per tercera vegada. Frida va començar l'enregistrament i promoció del seu àlbum Something s Going On, el primer senzill del qual, «I Know There's Something Going On» va esdevenir un èxit mundial, motiu pel qual van començar a sorgir rumors sobre la separació de la banda. Així, amb excepció de l'enregistrament del vídeo per al seu senzill «Head Over Heels» —número 25 al Regne Unit, però número dos a Bèlgica—, els quatre no es van tornar a reunir fins al maig del 1982. En aquest mateix any The Visitors va ser llançat en format compact disc, la qual cosa convertia a ABBA en el primer artista a aparèixer en un CD.

### Últims enregistraments i aparicions finals
En febrer de 1982, Björn i Benny van participar en el programa Let Poland Be Poland, en el qual van fer crítiques sobre les dictadures socialistes existents a Amèrica Llatina, Àsia i Europa, i la violació dels drets humans que patien els seus ciutadans. Com a resultat d'això, el govern soviètic va censurar l'obra d'ABBA a la Unió Soviètica, va confiscar els seus discos de les botigues i va retirar ABBA: The Movie dels cinemes. Al maig d'aquell any començaren les sessions de composició i els quatre es van reunir per als enregistraments del que se suposava seria el seu novè àlbum d'estudi. Encara que els plans van ser superficials, es va discutir un nou àlbum i la idea d'una petita gira. No obstant això, les sessions d'enregistrament al maig i juny no van ser tan productives com s'esperaven i finalment només van gravar tres cançons. Els compositors no estaven satisfets amb els resultats, van guardar les cintes i els quatre es va agafar un descans durant l'estiu. Quan van tornar a l'estudi a principis d'agost hi va haver un canvi de plans per a la resta de l'any: van preferir un llançament nadalenc d'un doble àlbum que compilés els seus èxits passats i que inclogués un parell de cançons noves. Per a això, van realitzar noves sessions de composició i enregistrament. The Singles: The First Ten Years va ser llançat el novembre d'aquell any, juntament amb els nous senzills «The Day Before You Came» i «Under Attack», també inclosos en la compilació. El grup va viatjar per alguns països d'Europa per promoure The Singles: The First Ten Years, i va aparèixer en els programes de televisió Saturday Superstore, The Late, Late Breakfast Show i Show Express. Aquest àlbum va ser número u al Regne Unit i Bèlgica, a més d'entrar en el top 20 de les llistes d'altres deu països. Per contra, ni «The Day Before You Came» ni «Under Attack» van aconseguir entrar en la majoria de les llistes de popularitat, però van tenir un cert èxit en alguns països europeus.
El 19 de novembre de 1982, ABBA va aparèixer per última vegada a Suècia en el programa de televisió Nöjesmaskinen. Finalment, l'11 de desembre del 1982 varen fer la seva última aparició com a ABBA en el programa The Late, Late Breakfast Show, transmès al Regne Unit via satèl·lit des d'un estudi a Estocolm. Posteriorment, en diverses entrevistes els quatre van negar que l'agrupació s'hagués de desintegrar i van parlar sobre una futura gira mundial, on es presentarien davant monuments famosos com piràmides, edificis, estàtues, etc. Tot i que els plans eren continuar com a quartet, van anunciar un descans «temporal» per concentrar-se en altres projectes, però el descans va esdevenir permanent i els quatre mai no es van tornar a reunir. Björn i Benny van conèixer Tim Rice el desembre de 1981, i a principis de 1983 van començar les sessions de composició per al seu projecte musical Chess, mentre Frida i Agnetha es van concentrar a iniciar i mantenir una carrera internacional com a solistes.

## Després d'ABBA

### Projectes individuals

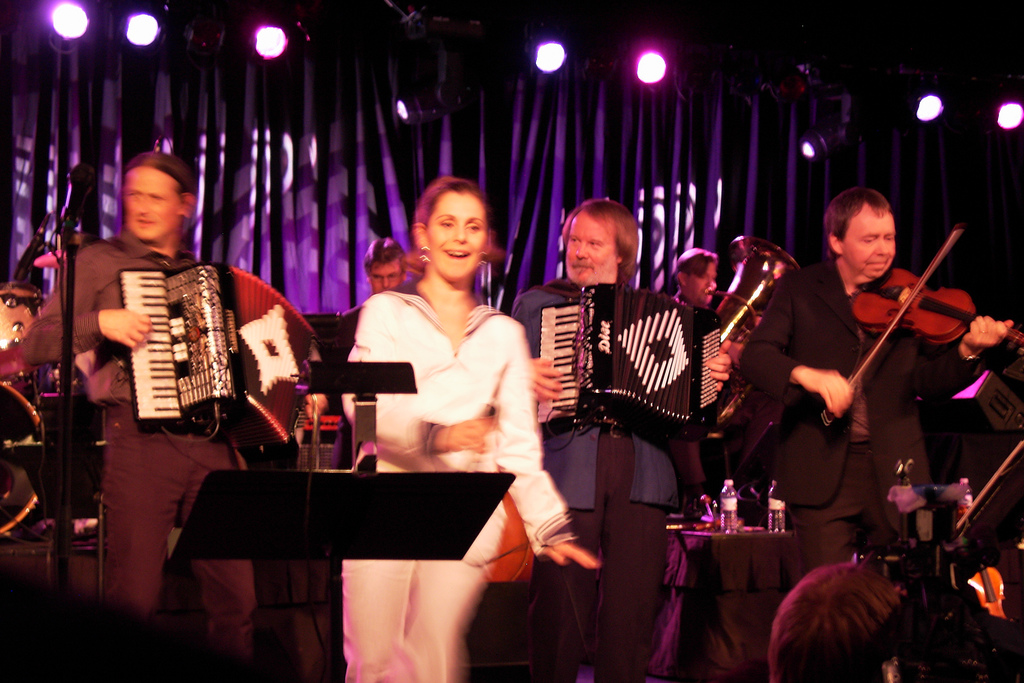
Benny Andersson Orkester durant un concert el 2006.

Després de la seva separació, els quatre van començar a treballar en altres projectes musicals. El 1983, Björn i Benny van començar a compondre juntament amb Tim Rice el musical Chess, en el qual es van utilitzar alguns temes les maquetes dels quals van ser creades durant les sessions d'enregistrament d'ABBA. El 1984 van publicar l'àlbum conceptual, juntament amb dos senzills per promocionar-lo: «One Night in Bangkok» i «I Know Him So Well», els quals van esdevenir un èxit a Europa. Dos anys després l'obra musical es va estrenar a West End a Londres, i més tard a Broadway a Nova York. No obstant això, en aquest últim lloc la premsa va donar crítiques negatives a l'espectacle i la seva permanència va ser curta. A més, Benny també va llançar dos àlbums instrumentals en 1987 i 1989. Benny i Björn van continuar el seu treball com a compositors i productors per a diversos artistes de Polar Music fins a 1990, quan els membres del quartet van interposar una demanda contra Stig Anderson a causa d'incompliments del contracte amb la discogràfica. En la dècada de 1990, ambdós compositors es van dedicar a escriure el musical Kristina Fran Duvemåla, que es va estrenar a Estocolm a l'octubre de 1995, que va esdevenir un èxit a Suècia. En altres ciutats del món, com Londres, Nova York i Hèlsinki, es van presentar versions adaptades al públic local. A finals d'aquesta dècada, Björn, Benny i Judy Cramer van crear el musical Mamma Mia!,basat en les cançons d'ABBA. Després de la seva estrena a Londres el 6 d'abril de 1999, el musical va esdevenir un èxit, amb diverses produccions al voltant del món i en diferents idiomes. Vers el 2008, més de 30 milions de persones havien assistit a una funció del musical. El 2001, Benny va formar la Benny Anderssons Orkester (BAO!), que va publicar tres àlbums a Suècia amb un èxit local. L'última cançó composta per Benny i Björn va ser «Story of a Heart », publicada el 2009 per BAO!.
Des de 1982, Frida va gravar l'àlbum Something s Going On, produït per Phil Collins, del qual es va extreure el senzill «I Know There's Something Going On» que va esdevenir un èxit a Europa. Dos anys més tard, va publicar l'àlbum Shine, on es va incloure un tema compost per ella mateixa («You say do it») i un altre compost per Benny i Björn («Slowly»). Tot i que l'àlbum no va poder imitar l'èxit del seu antecessor, Frida es va retirar per dotze anys del món musical i es va dedicar a la seva família. El seu últim àlbum, Djupa andetag, va ser interpretat en suec i llançat en 1996. Al llarg dels anys següents, Frida es va dedicar principalment a treballs caritatius, també va aparèixer ocasionalment en col·laboració amb altres artistes.
Per la seva banda, Agnetha va llançar el seu primer àlbum en anglès com a solista el 1983, anomenat Wrap Your Arms Arund Em. D'aquest àlbum es va obtenir el senzill «Can't Shake Loose», que va ser la seva única entrada a les llistes de popularitat a països fora d'Europa. Les seves dues següents produccions en anglès Eyes Of A Woman de 1985 i I Stand Alone de 1987 van tenir una bona recepció en alguns mercats europeus, però els seus senzills no van aconseguir convertir-se en un èxit. A més d'aquests llançaments, Agnetha va gravar dos àlbums en suec juntament amb els seus dos fills: Nu tändas tusen juleljus —un àlbum de nadales al costat de Linda— i Karusellvisan —un àlbum infantil al costat de Christiann. Després de publicar aquest últim àlbum, es va retirar per un temps de la vida pública. Per 2004, Agnetha fer el seu retorn a l'escena musical amb l'àlbum My Colouring Book, que va tenir una bona recepció en diversos països d'Europa i per al qual va realitzar una petita campanya de promoció. A finals d'aquella dècada, Agnetha va començar a participar més en activitats relacionades amb ABBA i els seus antics companys.

### Reaparicions

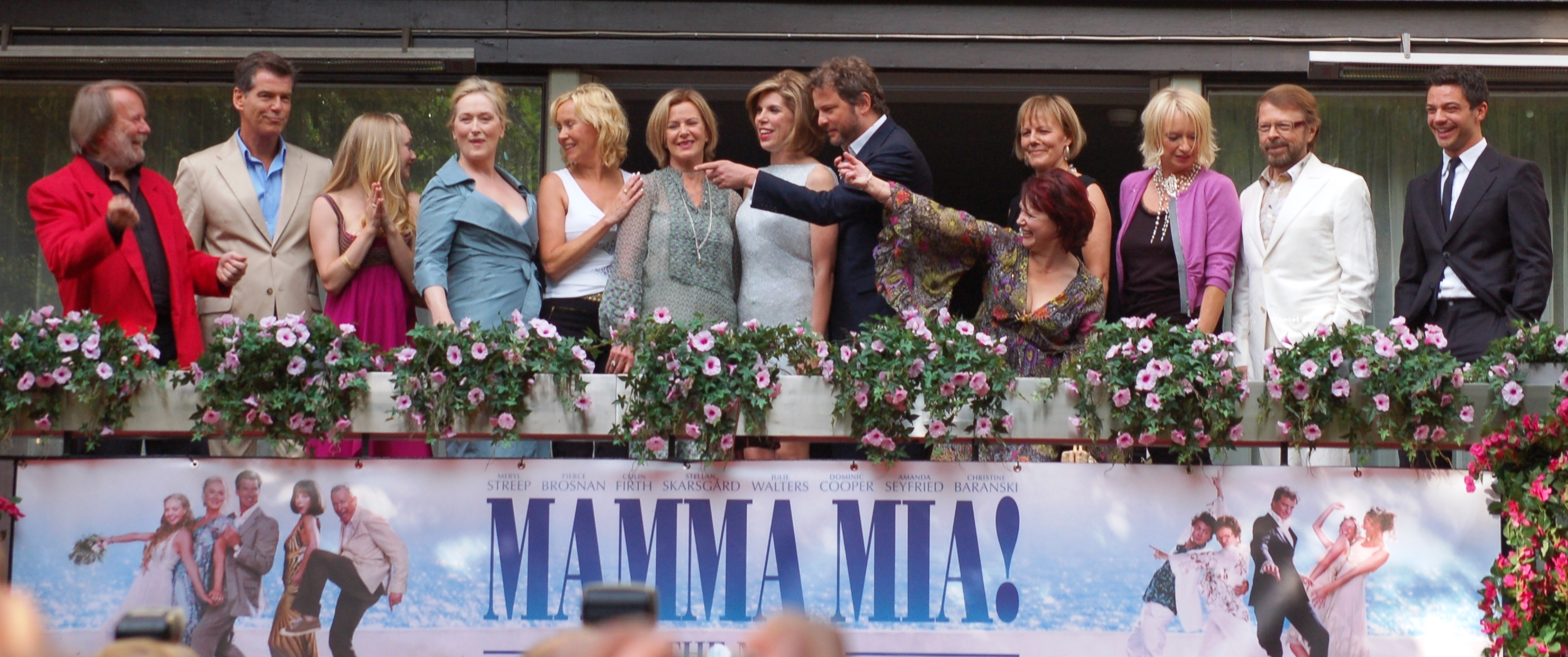
ABBA amb l'elenc de la pel·lícula Mamma Mia! en l'estrena a Estocolm.

Els quatre membres del grup han fet algunes reaparicions per espectacles relacionats amb ABBA. La primera d'elles va ocórrer en 1983, quan tres dels integrants de la banda van col·laborar amb l'especial Abbacadabra, produït per la televisió francesa TF1. Abbacadabra era el nom d'un musical infantil que feia servir catorze cançons d'ABBA, per al qual els productors Daniel i Alain Boublil, van contactar Stig Anderson per obtenir la seva autorització per a l'ús de les melodies, a més de sol·licitar el suport del quartet. El musical es va transmetre a nivell nacional a França i la banda sonora va arribar al número tres a la llista d'àlbums francesa. Després de la bona recepció que va tenir, es van crear tres versions d'Abbacadabra per al Regne Unit, els Països Baixos i el Brasil. Benny i Björn van col·laborar amb una nova cançó per a la versió en anglès, «The Seeker», mentre que Frida va interpretar el tema «Belle» en la versió francesa, i «Time» a l'anglesa.
Durant els anys següents, els antics integrants d'ABBA es veien ocasionalment quan sortien a promocionar els seus projectes per Europa, però va caldre un cert temps perquè el quartet es reunís de nou. El 18 de gener de 1986 els quatre van fer una reaparició pública -més com a amics que com a ABBA- per al programa suec This Is Your Life, on van interpretar una versió acústica de «Tivedshambo», la primera cançó escrita per Stig Anderson, en un especial en honor del 55 aniversari de Stig. El mateix any, el quartet es va presentar en privat per l'aniversari de Claes af Geijerstam, el seu antic productor de gires, cantant una cançó composta per ells anomenada «Der Kleine Franz», que després va ser usada a Chess. L'agost, Polar Music va publicar l'àlbum ABBA Live, que contenia les gravacions de diverses presentacions en directe realitzades els anys 1977, 1979 i 1981. Una altra reunió coneguda va tenir lloc el 1999 durant la festa d'aniversari de Görel Hanser, amiga de fa temps i secretària de Stig Anderson, en el seu honor, els membres d'ABBA van presentar una cançó d'aniversari sueca —«Med En Enkel Tulipan»— a cappella.
Benny sovint va afegir temes d'ABBA a la seva llista d'interpretacions en els concerts de BAO!. També va tocar el piano durant els enregistraments de diverses versions fetes de les cançons d'ABBA. En juny de 1992 va aparèixer amb Björn i U2 en un concert a Estocolm, cantant el cor de «Dancing Queen». Deu anys més tard, tots dos van interpretar el primer vers de «Fernando» quan van acceptar el Premi Ivor Novello a Londres. Frida va presentar i va gravar una versió a cappella de «Dancing Queen" amb el grup suec The Real Group el 1993, i també va tornar a gravar «I Have A Dream» amb el suís Dan Daniell el 2003. Els quatre integrants d'ABBA van assistir a diverses estrenes i presentacions del musical Mamma Mia!, Però mai van ser vists o fotografiats junts. No obstant això, durant l'estrena de la pel·lícula Mamma Mia! en 2008, els quatre van ser fotografiats junts per primera vegada en més de vint anys. Però, a banda de les excepcions anteriors, cap dels quatre canta les seves velles cançons i el quartet mai s'ha tornat a reunir com a tal per a una col·laboració musical. Encara que oficialment mai es va anunciar la fi del grup, en diverses entrevistes han donat a conèixer que és improbable que ABBA torni, de manera que el grup és considerat com a dissolt.

### Ressorgiments
Després de rebre poca atenció durant la resta dels anys 1980, ABBA va experimentar un gran ressorgiment en la nova dècada. A la primavera de 1992, el duo britànic Erasure va llançar l'EP Abba-esque amb versions electròniques de les seves cançons, el qual va arribar al cim de les llistes britàniques. Uns mesos després, durant un concert que U2 va oferir a Estocolm, la banda va convidar Björn i Benny perquè se li unissin per interpretar «Dancing Queen", tocant la guitarra i el teclat. PolyGram, ara propietària dels drets de les cançons d'ABBA, va decidir aprofitar aquesta promoció de la música del grup per publicar una compilació dels seus temes més famosos. ABBA Gold: Greatest Hits va portar de nou al quartet al cim de les llistes de popularitat en diversos països arreu del món. Amb el temps aquest recull va esdevenir el seu disc més venut i un dels més reeixits al món: el 2012 les seves vendes ultrapassaven els 28 milions de còpies. ABBA Gold va ser rellançat en diverses ocasions, inclòs el 1999, 2004 i 2008, totes elles coincidint amb dates clau per a la promoció de la seva música.
En la dècada del 1990, dues pel·lícules australianes van capturar l'atenció del món musical, ambdues enfocant l'admiració per ABBA d'aquella nació: Les aventures de Priscilla, reina del desert i Muriel's Wedding. Les bandes sonores de les dues cintes van incloure temes del grup, com ara «Mamma Mia», «Voulez-Vous», «Dancing Queen" i "Fernando». Algunes d'aquestes cançons van ser llançades com senzills promocionals per a les cintes i per a nous àlbums recopilatoris.
L'enorme interès en ABBA Gold va portar al llançament d'una segona compilació, titulada More ABBA Gold: More ABBA Hits el 1993. A més d'incloure algunes de les seves cançons més conegudes que no figuraven en el primer recull, aquest disc també incloïa «I Am The City", una de les pistes no publicades de les sessions de gravació de 1982. Continuant amb la sèrie, per als països de parla hispana es va llançar ABBA Oro: Grandes Éxitos, un àlbum en el qual s'inclouen les quinze cançons que ABBA va gravar en castellà. No obstant això, tots dos llançaments no van aconseguir equiparar la recepció crítica i comercial del seu antecessor. El 1994 van publicar Thank you for the Music, un caixa recopilatòria de quatre discos que contenia diversos èxits del grup i un disc de temes inèdits. Aquests temes provenen de les sessions d'enregistrament que abasten des de 1970 a 1982, els quals van ser remasteritzats per Michael B. Tretow. «Dream World», «Put On Your White Sombrero» i el pupurri «ABBA Undeleted» van ser alguns dels temes redescoberts dels fitxers de Polar Music i que van ser promocionats com a senzills.
Després de la mort de Stig Anderson, esdevinguda a finals de la dècada de 1990, Björn i Benny van començar a escriure el musical Mamma Mia!. El 1999, per coincidir amb la seva estrena, es va editar nova versió d'ABBA Gold que va tornar al cim de les llistes de vendes en diversos països. La popularitat que Mamma Mia! Va obtenir significar també un ressorgiment en la música del quartet a cada país on l'obra es va presentar. El 2000 ABBA va rebutjar una oferta de 1.000.000.000 $ per fer una gira de reunificació consistent en cent concerts. Amb l'arribada del nou mil·lenni, PolyGram va passar a formar part de Universal Music Group, que va decidir remasteritzar seus àlbums d'estudi i publicar edicions especials d'aquests. També van sortir a la venda diverses compilacions com ara The Definitive Collection, un CD doble amb els senzills més reeixits del grup que ha venut més d'un milió de còpies a nivell mundial; The Complete Studio Recordings una caixa recopilatòria que inclou totes les seves cançons gravades, i els seus més recents compilacions ABBA Number Ones i The Albums.
El 2004 es va celebrar el 30è aniversari de la victòria d'ABBA i «Waterloo» a Eurovisió, de manera que es va anunciar el llançament d'una nova versió dels discos Waterloo i ABBA Gold, així com un nou vídeo de l'agrupació. El 2005, a la gala Congratulations-celebrada en honor del 50 aniversari del Festival de la Cançó d'Eurovisió- «Waterloo» va ser nomenada la millor cançó de la història del certamen per vot popular de tot Europa. Finalment, a mitjan 2008, l'estrena de la pel·lícula Mamma Mia! va elevar de nou la popularitat del grup al voltant del món. Novament una versió actualitzada d'ABBA Gold es va posar a la venda i ràpidament va arribar a les primeres posicions de les llistes d'àlbums de diversos països. El 2010 Universal Music va crear ABBA World, una exhibició itinerant composta de 25 sales en les quals s'exposen múltiples articles de col·lecció del quartet, incloent objectes utilitzats per ells i alguns dels seus antics vestuaris, a més de diverses sales amb material multimèdia i exposicions interactives. L'obra d'ABBA s'ha mantingut constantment dins de l'escena musical del segle xxi gràcies a la disponibilitat de les seves cançons com a descàrregues digitals, l'ús de les seves melodies per part d'altres artistes i a les remasteritzacions dels seus àlbums.

## Obra

### Estil i crítiques

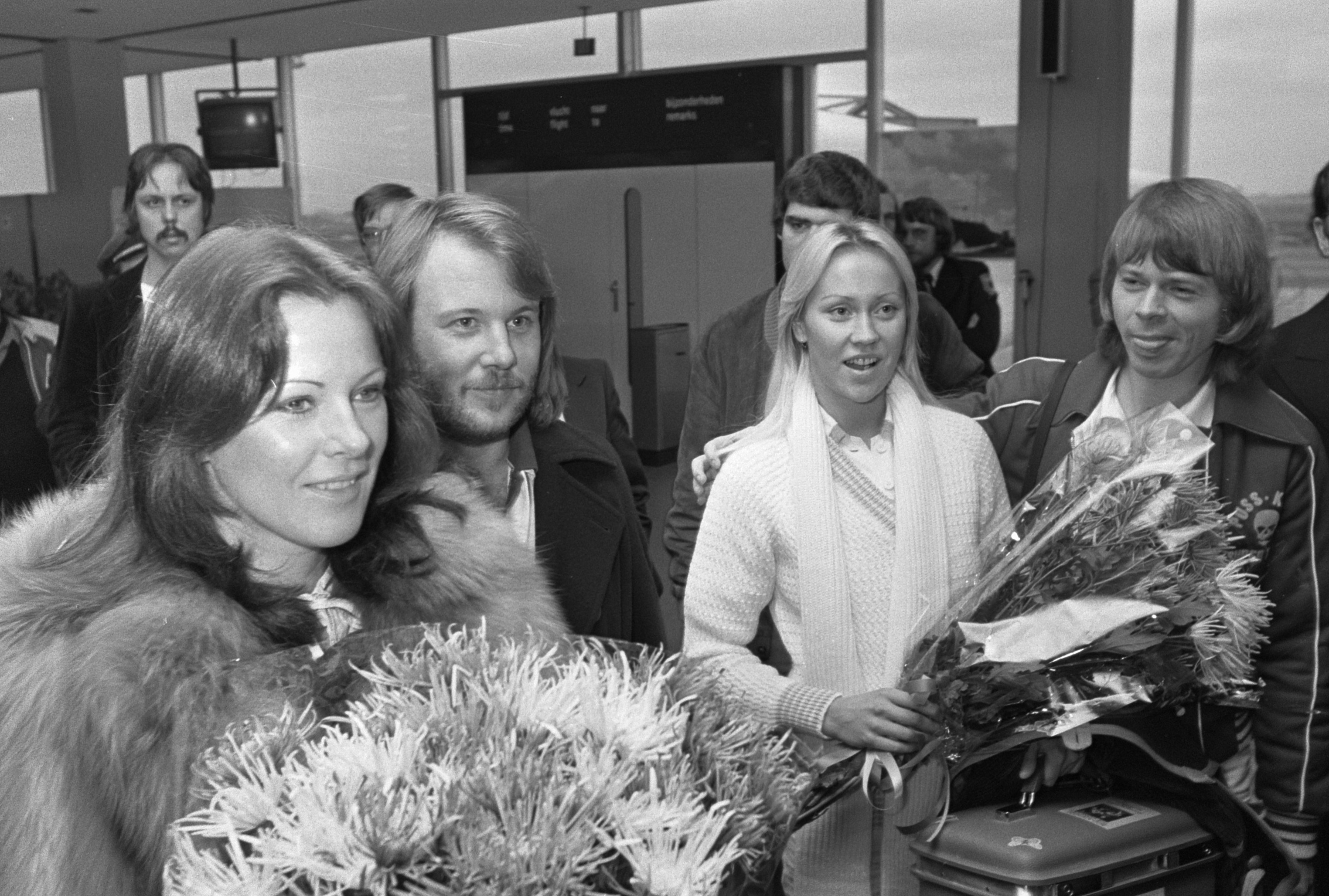
ABBA durant una entrevista el 1976. La imatge innocent i neta d'ABBA dels va ajudar a guanyar la seva popularitat entre el públic infantil australià.

La música i la trajectòria d'ABBA han estat estudiades i criticades per diversos autors, principalment historiadors de música pop. Molts d'ells-entre els quals es destaquen Jason Ankeny de la revista Billboard i Christopher Conelli de Rolling Stone— coincideixen que les veus en harmonia de Frida i Agnetha, amb les melodies enganxoses i les tornades senzilles, van ser els components de la fórmula que li va brindar al grup la seva popularitat. David Mansour, autor de From Abba to Zoom: A Pop Culture Encyclopedia of the Late 20th Century va escriure que «amb les guapes Agnetha i Frida harmonitzant com les veus principals, els suecs i el seu so europop únic, emprant versos solemnes seguits per tornades explosives, van aconseguir la fama internacional». El 1981, a la revista Billboard es podia llegir que «la cadència de les melodies d'ABBA, les boniques harmonies i les lletres universals els han fet un dels pocs artistes capaços de transcendir totes les barreres idiomàtiques i culturals». Per contra, les lletres de les seves gravacions constantment van ser qualificades per molts crítics com a «innocents», «ximples» i «mancades de missatge». No obstant això, els quatre sempre van estar d'acord que les seves composicions eren simples, i van afirmar que les seves cançons eren compostes amb la intenció que comptessin amb melodies pop acompanyades de lletres el principal tema de les quals era l'amor. Un altre dels factors que també va tenir un paper important pel que fa a la recepció crítica va ser l'idioma. A causa que els compositors tenien el suec com a llengua materna, les lletres dels seus temes tendien a ser senzilles, sense un nivell complex de gramàtica i sintaxi. A més, al moment d'interpretar les lletres ho feien amb un lleuger accent suec, el qual la premsa va descriure com a «encantador». Moltes d'aquestes crítiques negatives cap al contingut de l'obra del grup van disminuir amb el llançament dels àlbums Super Trouper iThe Visitors, en què es va presentar un canvi en les composicions. Tot i que la fórmula de les veus en harmonia i les melodies enganxoses seguien presents, la temàtica de les cançons va fer un gir. Per exemple, Thomas Gabriel va escriure del tema «Soldiers», de The Visitors: «emfatitzant que encara que sembla que és molt poc el que un pot fer per prevenir les maquinacions dels soldats i aquells qui els controlen, no 'hem mirar a l'altre costat / prenent un risc / perquè si la trompeta comença a tocar / també haurem de ballar'. Certament molt pocs grups poden manejar de manera tan efectiva un tema tan seriós com aquest, i tot i així amarar-lo amb totes les qualitats de la gran música pop ».
El fet que els quatre integrants tinguessin un antecedent en l'escena musical sueca va ajudar que el quartet obtingués cert prestigi a la regió d'Escandinàvia, malgrat que el fet de guanyar el Festival d'Eurovisió va ser el que els va portar a la fama en diversos països europeus i asiàtics. La seva imatge innocent, neta i lliure de controvèrsies va ser el que els va portar a la fama en diversos països, principalment a Austràlia i Nova Zelanda. Aquí, la música i promoció de la banda es va encaminar cap al mercat infantil, principalment a nens d'entre quatre i deu anys. Per la seva banda, els enregistraments en castellà li van brindar al grup l'oportunitat de promocionar la seva música a Amèrica Llatina i altres països de parla llatina com França i Portugal. No obstant això, als Estats Units la seva música no va tenir una gran rebuda de la crítica ni del públic. Les tècniques que els havien portat a la fama a la resta del món-la imatge pulcra i el seu so pop-van semblar haver allunyat fins i tot més a l'audiència nord-americana. Encara que les gires promocionals permetre que les seves cançons arribessin als primers llocs de la llista Billboard Hot 100 i que els seus àlbums rebessin certificacions per part de la RIAA, mai no van tenir una rebuda com l'obtinguda a Europa i Austràlia. La premsa internacional sempre va fer notar que la causa d'aquesta mala recepció del quartet per part de la crítica i el públic estatunidenc era el fet que no comptaven amb una bona campanya de promoció i al so molt «europeu» de la seva música. No obstant això, ABBA mai va intentar canviar del tot la seva imatge i estil per assolir l'estatus de celebritat en aquell país; Björn va dir: «només fem el que sentim que és real. Sento que si ho intentéssim [complaure als crítics] no funcionaria. No intentaríem pas llançar alguna cosa només perquè la gent pensi que és la forma de tenir èxit als Estats Units, només hem de seguir el nostre cor i els nostres caps, ja saps».
«[Les crítiques] ja no ens molesten més, especialment des que milions de persones de tot el món continuen comprant la nostra música. Servim al nostre client, l'únic que decideix el que és bo i el que és dolent. Crec que no és divertit escoltar, després de passar-se un any sencer treballant molt dur en un àlbum nou, que no vas fer cap esforç. Però fins i tot hem après a viure amb comentaris com aquests
El primer àlbum d'estudi del quartet, Ring Ring, sovint és considerat pels crítics com un dels seus pitjors àlbums. En general, el seu primer àlbum estava ple de cançons que havien estat originalment creades per a altres projectes, però que d'una manera o altra van acabar en el disc. Per exemple, «Rock'n Roll Band» havia estat prèviament gravada pel duo Benny & Björn; «I am Just a Girl» va ser utilitzada per a la banda sonora d'una pel·lícula i «Disillusion» havia estat composta per Agnetha per al seu àlbum en solitari. La majoria dels temes no superaven els 3:30 minuts de durada i tots contenien elements de música pop i schlager acompanyats de lletres senzilles. Amb Waterloo, ABBA va tractar de trobar un so que s'adeqüés a les característiques del grup. Aquesta recerca els va portar a experimentar amb diversos estils tals com el glam, el reggae, el jazz i el rock, però sempre sense allunyar-se del gènere pop. Aquesta varietat d'estils, així com les harmonies de les veus i l'efecte del wall of sound van fer que el disc obtingués crítiques favorables per part de les publicacions estatunidenques. ABBA, el seu tercer àlbum d'estudi, encara incloïa referències als seus treballs anteriors, però ara perfeccionaven la fórmula que els va donar el seu primer gran èxit amb «Waterloo». Agnetha i Frida es van convertir en la veu principal de gairebé tots els temes i per primera vegada van incloure un tema instrumental en un àlbum. Les cançons encara contenien estils diferents, i oscil·laven des del jazz dels anys 1950 fins al schlager, però ara es trobaven més centrades en el pop. Les lletres seguien sent simples, igual que els títols; Stig Anderson buscava sempre un títol simple i fàcil de recordar i que no necessités una traducció a altres idiomes, tal va ser el cas dels senzills «SOS» i «Mamma Mia ».
En el seu següent àlbum d'estudi, el grup va progressar amb temes més llargs, lletres menys senzilles i una minuciosa tècnica d'enregistrament. Arrival va presentar influències de la música folklòrica sueca, amb l'ús d'instruments com gaites i violins, a més de presentar les seves primeres incursions a l'estil dance. Molts dels crítics assenyalen a aquest com el millor àlbum d'estudi d'ABBA, destacant la producció del disc i els signes de «maduresa» en el seu estil, recepció que es va veure reflectida en les vendes. The Album va continuar amb el seu progrés musical, tot i que encara eren presents les tonades enganxoses i les lletres ja tocaven temàtiques diferents a l'amor i desamor. Aquest disc va estar influït per la música de bandes nord-americanes com The Beach Boys i The Eagles, i va ser l'últim àlbum amb la participació de Stig com a compositor. Tot i que els temes no es van tornar un èxit immediat com els senzills d'Arrival, van aconseguir obtenir una bona recepció per part de la crítica europea i estatunidenca. Les sessions del seu pròxim disc es van estendre durant més d'un any, a més que la meitat de les pistes es van compondre i van gravar en els últims dos mesos de les sessions de treball. No obstant això, Voulez-Vous es va caracteritzar per la incursió del grup a la música disco, amb les lletres més encaminades al ball i l'amor. Aquest canvi no va ser ben vist per molts crítics, encara que van recalcar la qualitat de la producció de Benny i Björn, així com la capacitat per seguir creant melodies enganxoses i adaptar-se al nou estil. Només dos temes en l'àlbum eren balades - «Chiquitita» i «I Have a Dream» - i ambdues contenien una forta influència de la música llatina. L'èxit d'aquests senzills en territoris de parla hispana els va impulsar a gravar un disc totalment en castellà, Gracias por la música.
Encara que els quatre ho van negar, el divorci de les dues parelles va canviar molt la imatge d'ABBA, així com la seva música i la seva popularitat. A Super Trouper es va reflectir un gran canvi en el seu estil, que deixava enrere la música disco i feia un ús més prominent del sintetitzador. Les lletres van començar a tractar temes més complexos, com les dictadures i el preu de la fama, tot i que encara moltes altres cançons estaven avocades al ball i a l'amor. Björn, que progressivament s'havia convertit en el principal lletrista del quartet, va començar a escriure cançons des d'un punt de vista més personal, prenent com a inspiració el seu divorci amb Agnetha a «The Winner Takes It All» i un enamoriscament de l'adolescència a «Our Last Summer». La crítica va veure amb bons ulls aquest canvi, tot i que encara qualificava la seva obra com a simple i comercial. Finalment, The Visitors va seguir la línia definida pel seu antecessor, i continuà amb les melodies basades en el sintetitzador i amb les lletres personals. Aquest àlbum va incloure lletres més complexes, que parlaven de temes com les dictadures socialistes, la vellesa, relacions fallides, la por a la guerra i un pare que veu créixer la seva filla. La crítica no va rebre de manera favorable el canvi, argumentant que la música era frívola, i que els quatre ja no se sentien a gust treballant junts. Els seus enregistraments finals també van mantenir aquesta tendència, i després que els seus últims llançaments experimentaran una mala recepció crítica i comercial, el grup finalment es va separar.

### Influències

Björn i Benny van assenyalar a The Beatles com un dels grups que més va influir en la música d'ABBA.

Atès que els quatre integrants ja havien tingut la seva pròpia carrera abans de formar ABBA, cadascú va obtenir els seus influències musicals d'artistes diferents. Per exemple, Björn va afirmar que els principals artistes que van influir en el seu treball com a compositor van ser The Beach Boys i The Beatles. En els seus principis com a escriptor també va citar Kingston Trio i diverses bandes de música folklòrica sueca com a alguns dels artistes a qui havia imitat. A més va esmentar Phil Spector com la seva principal referència dins del camp de la producció. Igual que el seu company, Benny també va créixer escoltant la música tradicional sueca i els seus principals representants, especialment aquells de la regió de Dalarna. També va definir The Beatles com el seu grup favorit i la seva principal font d'inspiració, així com el seu pare i el seu avi, amb qui va començar a tocar l'acordió des que era nen. Per la seva banda, Agnetha va començar la seva carrera artística des de l'adolescència, quan s'inspirava en cantants com Petula Clark, Dusty Springfield i Doris Day per escriure les seves pròpies composicions. També va citar Connie Francis, Marianne Faithfull, Aretha Franklin i Lesley Gore com les influències més importants de l'estil vocal de les seves presentacions. Finalment, Frida sempre va mantenir una connexió més propera amb intèrprets de jazz, i abans de començar a treballar en la indústria musical ja havia gravat diverses versions de cantants com ara Glenn Miller, Duke Ellington i Count Basie. A més, va descriure Ella Fitzgerald i Peggy Lee com a ídols vocals seus.
Com a compositors i productors, Benny i Björn també van obtenir inspiració de les obres musicals i compositors reconeguts en aquest món com Tim Rice i Andrew Lloyd Webber. El seu primer intent per crear una obra d'aquest tipus va ser durant la gira de 1977, en la llista de cançons van col·locar un mini-musical de quatre actes anomenat The Girl with the Golden Hair. Tres de les cançons que el van integrar es van incloure a The Album, entre els quals es trobava el tema «Thank You For The Music». El 1980, Björn i Benny van començar a treballar en un musical nadalenc que per manca de recursos no va poder concretar, però, un dels temes concebuts per a aquest projecte, «Happy New Year», va ser publicat finalment en l'àlbum Super Trouper. Les intencions dels compositors per crear un musical van ser més notòries a The Visitors, especialment amb la cançó «I Let The Music Speak». Björn va dir al respecte: «si ABBA no hagués gravat 'I Let The Music Speak', suposo que l'haguéssim utilitzat en Chess».
Durant les sessions d'enregistrament i composició, el grup també tenia en compte l'escena musical i els avenços tecnològics de l'època per al procés creatiu de la seva obra. Sobre això, Björn va dir: «a l'estudi, per exemple, ja amb totes les coses noves amb les quals pots tocar, això canvia la música una mica. Escoltem virtualment tot el que surt [de música]. Tenim subscripcions a l'American Top 40, al British Top 40, i si un artista nou ens sona interessant, escoltem aquest àlbum ». D'aquesta manera, la influència de molts cantants i bandes dels anys 1970 i 1980-com Eagles, Fleetwood Mac, Bee Gees i Earth, Wind & Fire— es pot escoltar a la música d'ABBA. Si bé «Medley: Pick a Bale of Cotton/On Top of Old Smokey/Midnight Special» va ser l'única versió pròpiament dita que van gravar. Diverses de les seves cançons mostren referències específiques a altres temes de diversos artistes. Per exemple, l'estil llatí de «Chiquitita» es va compondre en referència al senzill «El cóndor pasa» de Simon and Garfunkel; la inspiració per al ritme disc de «Dancing Queen», el tema més conegut del grup, va provenir de la cançó «Rock Your Baby» del cantant George McCrae.

### Vídeos musicals, moda i presentacions

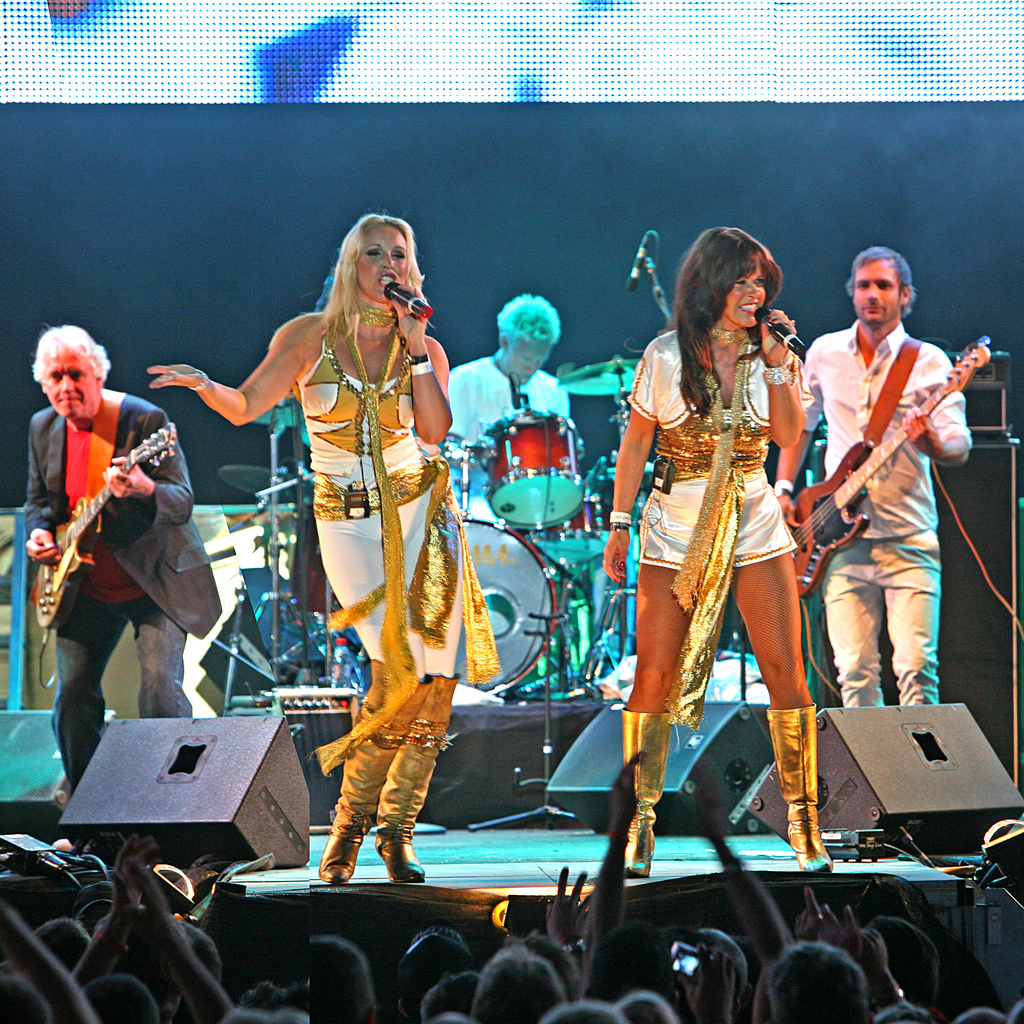
Les bandes tribut a ABBA, com la de la imatge, vesteixen còpies dels vestuaris que el grup utilitzava durant les seves presentacions.

Malgrat que ABBA no va ser un dels artistes pioners a gravar vídeos especials per als seus senzills, sí que van estar entre els primers a utilitzar-los com una eina promocional. La principal raó per la qual el quartet va començar a gravar vídeos fou que les seves cançons esdevenien populars en diferents territoris i les aparicions en viu no sempre eren possibles. D'aquesta manera minimitzaven el nombre de viatges que havien de realitzar, particularment a aquells països que requerien vols molt llargs. A més, els quatre tenien les seves pròpies obligacions familiars i Agnetha, que pateix de fòbia als avions, es negava a apartar-se dels seus fills petits durant llargues temporades. Stig va notar el potencial que tenia el fet de transmetre un simple vídeo a la televisió per publicitar un senzill o un àlbum, la qual cosa permetia una promoció més fàcil i ràpida que una gira de concerts. Aquests clips començaren sent enregistraments de la banda interpretant el tema en un estudi en blanc, però aviat van canviar per mostrar escenes de la vida dels quatre transcorreguda a la rodalia d'Estocolm. Quan el canal de música MTV va començar les seves transmissions el 1981, l'agrupació ja comptava amb més de vint vídeos. Alguns dels seus vídeos es van convertir en clàssics causa de l'ús de vestits dels anys 1970 i als seus efectes especials, que mostraven els membres del grup en diferents plans, armant diferents parelles, sobreposant el perfil d'un amb la cara de l'altre, o cantant cara a cara. La majoria dels vídeos d'ABBA-incloent ABBA: The Movie - van ser dirigits per Lasse Hallström, qui més tard dirigiria cintes com La meva vida com un gos, The Cider House Rules i Chocolat.
ABBA va ser àmpliament caracteritzat per l'ús de vestits colorits que combinaven entre els quatre. La primera vegada que van utilitzar aquests vestits característics va ser durant el Festival d'Eurovisió de 1974, on els seus vestits dissenyats per Inger Svvenke van atreure l'atenció del públic europeu i van ser part fonamental de la seva presentació. Durant la resta de la dècada, el grup va utilitzar una àmplia sèrie de vestits amb peces variades que incloïen quimonos, abrics de pells, minfaldilles, botes amb plataformes i barrets. Simon Freith i Peter Langley, de la revista Creem va escriure: « les noies utilitzaven robes de festa veritablement increïbles, vestits sacs blancs coberts amb un gran estampat d'un gat negre, vestits retocats amb adorns d'òpal, caftans autènticament ferotges i quatre vegades més grans del normal; semblen felicitacions de Nadal barates. Els nois utilitzaven aquells vestits de niló d'una peça amb cremalleres, vestits trets d'una pel·lícula de ciència-ficció, pantalons acampanats daurats i botes extenuants amb talons. La tensió resultant entre la innocència i sofisticació és la base de l'atracció sexual d'ABBA ». Els quatre utilitzaven aquests vestits en les seves entrevistes, vídeos, sessions fotogràfiques, presentacions, concerts i per a esdeveniments públics, de manera que la premsa va començar a qüestionar sobre el seu ús. Sobre això, Agnetha va dir: «en privat, som completament normals: és per això que ens agrada vestir-nos amb vestits cridaners a l'escenari. Sense una mica de brillantor, simplement ens veuríem molt beneits». L'última vegada que van utilitzar un d'aquests vestits va ser en el seu gira mundial de 1979, on els quatre van utilitzar vestits de colors indi, blau i morat, dissenyats per Owe Sandström per combinar amb l'escenari. Molts dels vestits d'ABBA van ser represos per altres artistes en les següents dècades, reconeixent la contribució del grup al món de la moda.
ABBA sempre va ser criticat pel fet de ser més una banda d'estudi que una banda en viu. Peculiarment, el quartet recolzava aquesta afirmació, amb l'argument que se sentien més còmodes en l'estudi que sobre un escenari. Per aquesta raó, tot i la demanda d'entrades, les tres gires mundials que van realitzar no van superar les cinquanta actuacions i totes van durar menys de tres mesos. Les crítiques que van rebre els seus espectacles van ser mixtes: tot i que la premsa va afirmar que el grup sonava bastant bé en viu, van assenyalar la seva falta de carisma i personalitat com un dels seus grans problemes en estar a l'escenari. Agnetha va dir en representació dels quatre: «casa meva musical és l'estudi, no l'escenari». Per contra, Frida sempre va gaudir del fet de sortir de gira, i afirmava: «crec que l'estar a l'escenari és per morir-se, em sento segura perquè gaudeixo del que faig». El quartet va preferir promocionar-se per mitjà de la ràdio i la televisió, apareixent en programes com Top of the Pops, Saturday Night Live, Aplauso, Toppop, Musikladen, entre d'altres. No obstant això, per aquestes presentacions ABBA generalment feia servir la sincronia de llavis. De fet, en els seus deu anys junts el quartet només va cantar en viu en menys de deu programes de televisió. Moltes d'aquestes presentacions han estat digitalitzades i publicades en DVD i per acompanyar les edicions especials dels seus àlbums.

## Llegat
«Van ser subestimats pels crítics seriosos i tractats només com un petit grup alegre de pop. Molts idiotes encara pensen d'aquesta forma, però ells van ser molt més »
Elizabeth Vincentelli, autora del llibre ABBA Gold, va escriure: «ABBA, després de tot, pot no obtenir molt respecte, però es troba entre les bandes més estimades al planeta; el seu impacte transcultural uneix a les drag queens europees, les mestresses de casa de l'Oest Mitjà, els hipsters novaiorquesos i els estudiants japonesos, connectant la cultura general amb les subcultures satèl·lits ». Segons diversos autors, en això es va basar l'èxit d'ABBA, ja que en portar al pop europeu al veritable èxit internacional van aconseguir adaptar-se als gustos musicals de diferents cultures. De fet, van ser uns dels primers artistes del gènere en obtenir popularitat fora del mercat europeu. Això també els va fer el primer grup d'Europa continental a experimentar la fama en països no angloparlants, principalment a l'Extrem Orient, Amèrica Llatina, la Unió Soviètica i Àfrica. El seu èxit va obrir el camí perquè altres artistes escandinaus sobresortissin dins de l'escena de la música global. Artistes com Ace of Base, A-ha, Aqua i Roxette van ser constantment comparats amb ABBA, i crearen un estereotip de l'europop. Amb el temps, la figura del quartet va esdevenir una icona representativa tant de la música com de la cultura de Suècia. L'impacte que ABBA va tenir en la imatge d'aquesta nació davant el món va ser molt important, no només en el pla cultural, sinó també en el social i l'econòmic. Per exemple, per fomentar el turisme a la ciutat, el museu d'Estocolm va crear el recorregut ABBA City Walk en què els turistes visiten els llocs més rellevants per a la història del grup a la zona. El 1983, el Servei Postal Suec va publicar un segell postal, anunciant que «si la màquina musical més reeixida de Suècia, ABBA, es pot considerar o no genuïnament sueca, és potser una pregunta formulada molt ràpidament ... to i que el quartet se separà i els ABBA marxaren per camins diferents, s'han fet un lloc permanent en la història musical de Suècia ».
Tot i la relativament mala recepció que ABBA tenia entre la crítica musical, van aconseguir diversos premis i nominacions en cerimònies com els People's Choice Awards, los Brit Awards, els Grammis, els World Music Awards i el Japan Gold Disc Award; tot i que la majoria d'ells van ser obtinguts després de la seva separació. A més, el 2002 el grup va ser introduït al Vocal Group Hall of Fame. El 2005, durant la gala Congratulations celebrada en honor del 50è aniversari del Festival de la Cançó d'Eurovisió, «Waterloo» va ser triada com la millor cançó en la història del festival. Mesos abans, també havia estat nomenada com la millor cançó del Melodifestivalen en la gala Alla tiders Melodifestivalen. Sovint, el quartet és citat com un dels pocs artistes que han aconseguit l'èxit internacional a través del Festival d'Eurovisió, i com un dels màxims representants de l'esdeveniment. El 2010, ABBA va ser triat per formar part del Saló de la Fama del Rock per ser «un dels grups pop més reeixits i estimats en la història de la música. El seu èxit li va brindar un sabor més internacional a la música popular, ampliant més enllà dels països de parla anglesa». El quartet també ha estat inclòs en llistes com Els 100 més grandiosos artistes de la història de VH1; a més, Rolling Stone va classificar The Definitive Collection dins dels Els 500 millors àlbums de tots els temps i a «Dancing Queen» a les 500 millors cançons de tots els temps.

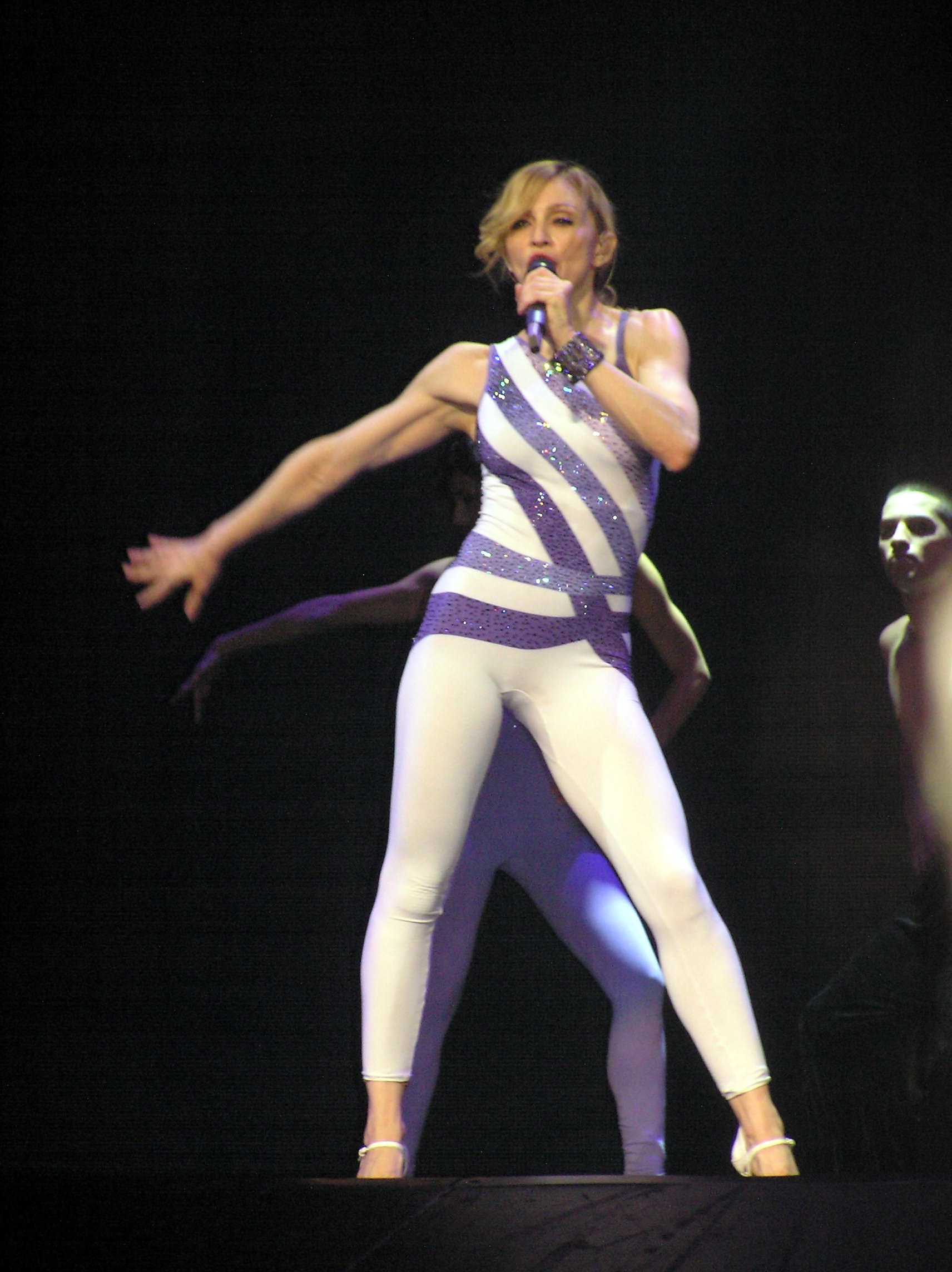
La cantant estatunidenca Madonna utilitzant un vestit similar a l'utilitzat per Frida i Agnetha durant un concert realitzat el 5 de juny de 2006 a la ciutat californiana de Fresno.

Les vendes totals d'ABBA varien d'acord amb la font que se citi. Quan el quartet es va separar el 1982, The New York Times va estimar les seves vendes en més de 100 milions d'àlbums, sense comptar els seus senzills; el 1991, abans que es publiqués ABBA Gold, Billboard va fixar les seves vendes generals en 240 milions. No obstant això, el 2008 Universal Music Group va lliurar al grup un reconeixement per haver venut més de 375 milions de còpies de les seves produccions musicals, tot i que el 2012 diversos mitjans de comunicació, com la BBC i The Daily Telegraph, van publicar que les seves vendes se situaven al voltant dels 200 milions. Independentment de la xifra final, sempre se li va reconèixer a Stig el bon maneig de les finances de la banda i les bones estratègies comercials creades pel seu equip. De fet, durant un temps, ABBA va ser la segona empresa més rendible en el mercat de valors suec, només darrere de Volvo. Curiosament, aquest enfocament excessiu en el costat comercial de la seva obra va ser un dels factors que va influir en la seva separació. ABBA és de vegades definit com una icona gai, a causa principalment al seu estil, els vestits que utilitzaven, la seva popularitat entre la comunitat LGBT i la temàtica i el ritme d'algunes de les seves cançons com «Dancing Queen» i «Gimme! Gimme! Gimme! (A Man After Midnight)».
Per a Carl Magnus Palm, el seu biògraf oficial, l'únic misteri sobre el quartet és com explicar «que unes dues dècades després que van prendre diferents camins, encara hi ha milions de persones allà fora que els interessa la música feta per Agnetha Fältskog, Björn Ulvaeus, Benny Andersson i Anni-Frid "Frida" Lyngstad». La seva música continua vigent gràcies al fet que és usada com a banda sonora de diferents programes de televisió i pel·lícules. A més, moltes personalitats de la música han expressat la seva admiració per ABBA i la seva obra, ja sigui interpretant versions dels seus antics èxits o utilitzant el seu estil com a influència per crear noves obres. Entre aquests es troben artistes com Madonna, Lady Gaga, Kylie Minogue, Paul McCartney, U2, Belinda Carlisle, Alanis Morissette, Sex Pistols, Erasure, The Corrs i Westlife entre d'altres. Fins i tot, alguns dels artistes pop contemporanis a ABBA com Olivia Newton-John, Boney M, Mireille Mathieu, Stars on 45, Brotherhood of Man i Donna Summer distingiren el grup com un dels millors dins del seu gènere, en gravar diverses versions dels seus temes. Tot i la bona recepció del públic i l'impacte que la música de la banda segueix tenint, els quatre refusen de fer un retrobament. Björn va esmentar: «Estic completament sorprès. Quan vam agafar un 'descans' [el 1982], vaig pensar que això era tot. Oblideu-ho, no significarà res més en la meva vida. Això va ser estúpid, per descomptat, però era la forma com em sentia. Continuaríem amb un musical i amb diferents coses noves, però ABBA seria una cosa que la gent oblidaria. Així que pots imaginar la meva sorpresa quan no va ser així. No sé si té alguna cosa a veure amb el fet que mai vam fer un retrobament. No crec que hi hagi algun altre grup amb aquest grau d'èxit que mai hagi fet algun retrobament ».

## Discografia

### Àlbums d'estudi
- 1973 Ring Ring
- 1974 Waterloo
- 1975 ABBA
- 1976 Arrival
- 1977 The Album
- 1979 Voulez-Vous
- 1980 Super Trouper
- 1981 The Visitors
- 2021 Voyage

### Àlbums en directe
- 1986 ABBA Live

### Recopilatoris
- 1975 Greatest Hits
- 1979 Greatest Hits Vol. 2
- 1980 Gracias Por La Música
- 1982 The Singles: The First Ten Years
- 1992 ABBA Gold: Greatest Hits
- 1993 ABBA Oro: Grandes Exitos
- 1993 More ABBA Gold: More ABBA Hits
- 2001 The Definitive Collection
- 2006 Number Ones

### Capses recopilatòries
- 1994 Thank You For The Music
- 2005 The Complete Studio Recordings